# Pont-Saint-Esprit
Pour les articles homonymes, voir Pont (toponyme).
Pont-Saint-Esprit est une commune française située dans le nord-est du département du Gard, en région Occitanie.
La commune possède un patrimoine naturel et architectural remarquable : trois sites Natura 2000 et six zones naturelles d'intérêt écologique, faunistique et floristique, ainsi que de nombreux monuments historiques.

## Géographie

### Localisation
La commune de Pont-Saint-Esprit se situe au nord de Bagnols-sur-Cèze, à la frontière immédiate de trois départements : outre le Gard où elle se trouve, l'Ardèche à l'ouest et le Vaucluse à l'est.
Pont-Saint-Esprit est ainsi au carrefour de trois régions : Auvergne-Rhône-Alpes, Occitanie et Provence-Alpes-Côte d'Azur.
Elle est traversée par le Sentier de grande randonnée GR 4.
La commune est la ville-centre de l'Aire d'attraction de Pont-Saint-Esprit, de l'Unité urbaine de Pont-Saint-Esprit et de son bassin de vie, ainsi que dans la zone d'emploi de Bagnols-sur-Cèze

### Communes limitrophes
Les communes limitrophes sont Saint-Just-d'Ardèche, Carsan, Saint-Alexandre, Saint-Paulet-de-Caisson, Lamotte-du-Rhône et Mondragon.
| Saint-Just-d'Ardèche    | Saint-Just-d'Ardèche | Lamotte-du-Rhône |
| Saint-Paulet-de-Caisson | Pont-Saint-Esprit    | Mondragon        |
| Carsan                  | Saint-Alexandre      | Mondragon        |

### Géologie et relief
La superficie de la commune est de 18,49 km2 ; son altitude varie de 36  à   187 mètres.

### Hydrographie

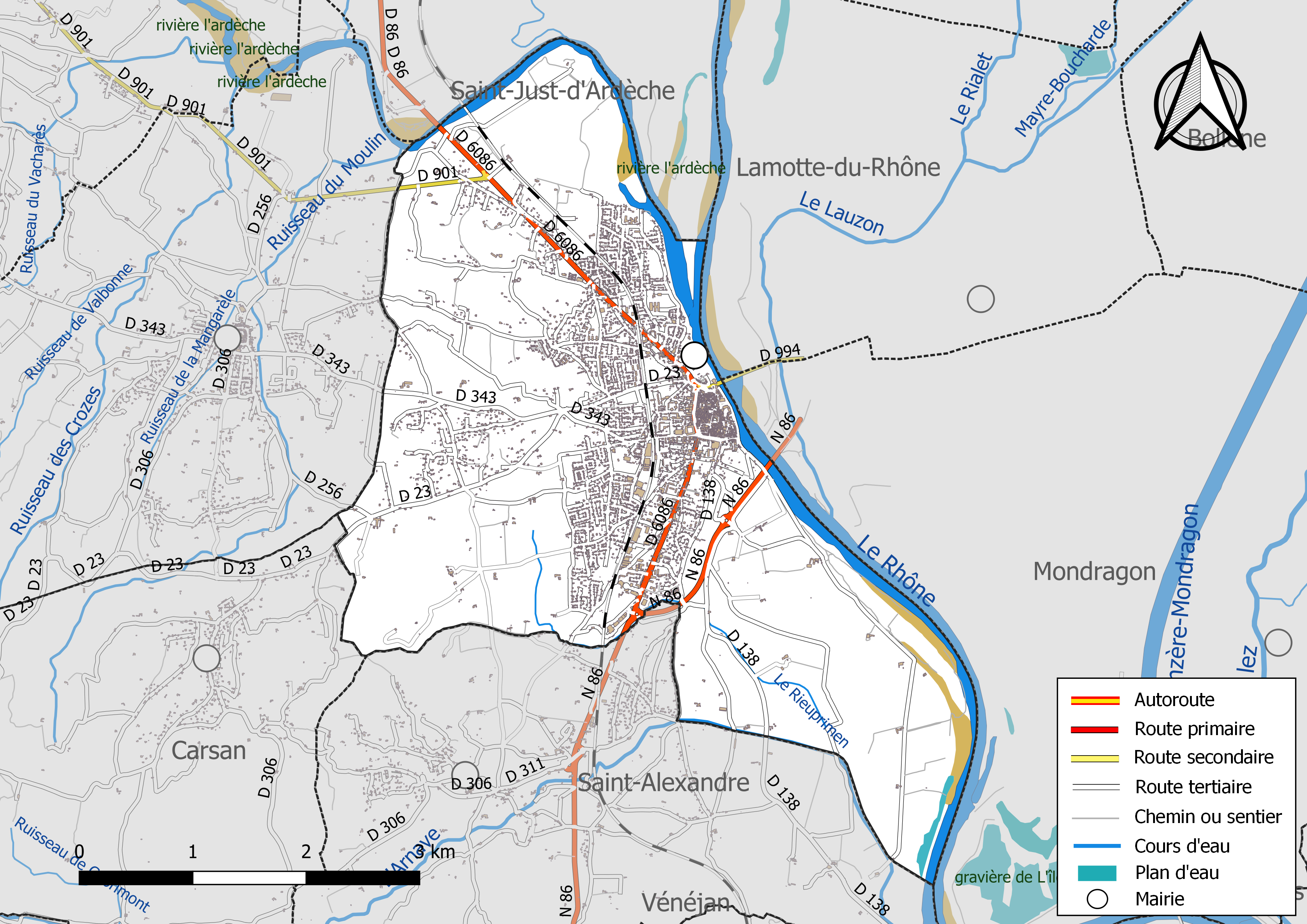
Carte du réseau hydrographique et des infrastrctures de la commune.

La ville de Pont-Saint-Esprit est située sur la rive droite du Rhône à la confluence de l'Ardèche et du Rhône. Elle est traversée par la Cèze, qui draine les affluents du Rhône, et par la Tave.

### Climat
Pour des articles plus généraux, voir Climat de l'Occitanie et Climat du Gard.
En 2010, le climat de la commune est de type climat méditerranéen franc, selon une étude s'appuyant sur une série de données couvrant la période 1971-2000. En 2020, Météo-France publie une typologie des climats de la France métropolitaine dans laquelle la commune est exposée à un climat méditerranéen et est dans la région climatique Provence, Languedoc-Roussillon, caractérisée par une pluviométrie faible en été, un très bon ensoleillement (2 600 h/an), un été chaud (21,5 °C), un air très sec en été, sec en toutes saisons, des vents forts (fréquence de 40 à 50 % de vents > 5 m/s) et peu de brouillards.
Pour la période 1971-2000, la température annuelle moyenne est de 13,7 °C, avec une amplitude thermique annuelle de 18,2 °C. Le cumul annuel moyen de précipitations est de 810 mm, avec 6 jours de précipitations en janvier et 3,2 jours en juillet. Pour la période 1991-2020, la température moyenne annuelle observée sur la station météorologique installée sur la commune est de 14,2 °C et le cumul annuel moyen de précipitations est de 829,8 mm,. Pour l'avenir, les paramètres climatiques de la commune estimés pour 2050 selon différents scénarios d’émission de gaz à effet de serre sont consultables sur un site dédié publié par Météo-France en novembre 2022.
| Mois                                  | jan.             | fév.             | mars          | avril           | mai            | juin          | jui.          | août           | sep.         | oct.          | nov.          | déc.          | année      |
| ------------------------------------- | ---------------- | ---------------- | ------------- | --------------- | -------------- | ------------- | ------------- | -------------- | ------------ | ------------- | ------------- | ------------- | ---------- |
| Température minimale moyenne (°C)     | 1,8              | 2,1              | 5             | 7,4             | 11,2           | 14,7          | 17,1          | 17,1           | 13,4         | 10,2          | 5,6           | 2,6           | 9          |
| Température moyenne (°C)              | 5,5              | 6,5              | 10,3          | 13,1            | 17,3           | 21,1          | 23,9          | 23,7           | 19,1         | 14,8          | 9,4           | 6,1           | 14,2       |
| Température maximale moyenne (°C)     | 9,1              | 11               | 15,7          | 18,9            | 23,4           | 27,4          | 30,6          | 30,4           | 24,8         | 19,3          | 13,1          | 9,6           | 19,4       |
| Record de froid (°C) date du record   | −12,7 07.01.1985 | −10,2 10.02.1986 | −7,7 02.03.05 | −1,4 14.04.1998 | 1,6 03.05.1979 | 5 04.06.1984  | 8 11.07.1993  | 7,1 30.08.1986 | 4 29.09.1974 | −0,2 30.10.12 | −5 27.11.10   | −7,2 14.12.01 | −12,7 1985 |
| Record de chaleur (°C) date du record | 19,9 31.01.20    | 23,2 24.02.20    | 27 18.03.1997 | 30 24.04.07     | 34,4 30.05.01  | 39,3 14.06.03 | 40,1 18.07.22 | 42,2 06.08.03  | 36 03.09.05  | 30,9 10.10.23 | 23,6 01.11.22 | 20 05.12.1988 | 42,2 2003  |
| Précipitations (mm)                   | 67,8             | 43,9             | 47            | 67,3            | 64,3           | 48,6          | 39,9          | 47,2           | 109,1        | 117,6         | 118,2         | 58,9          | 829,8      |

### Milieux naturels et biodiversité

#### Réseau Natura 2000

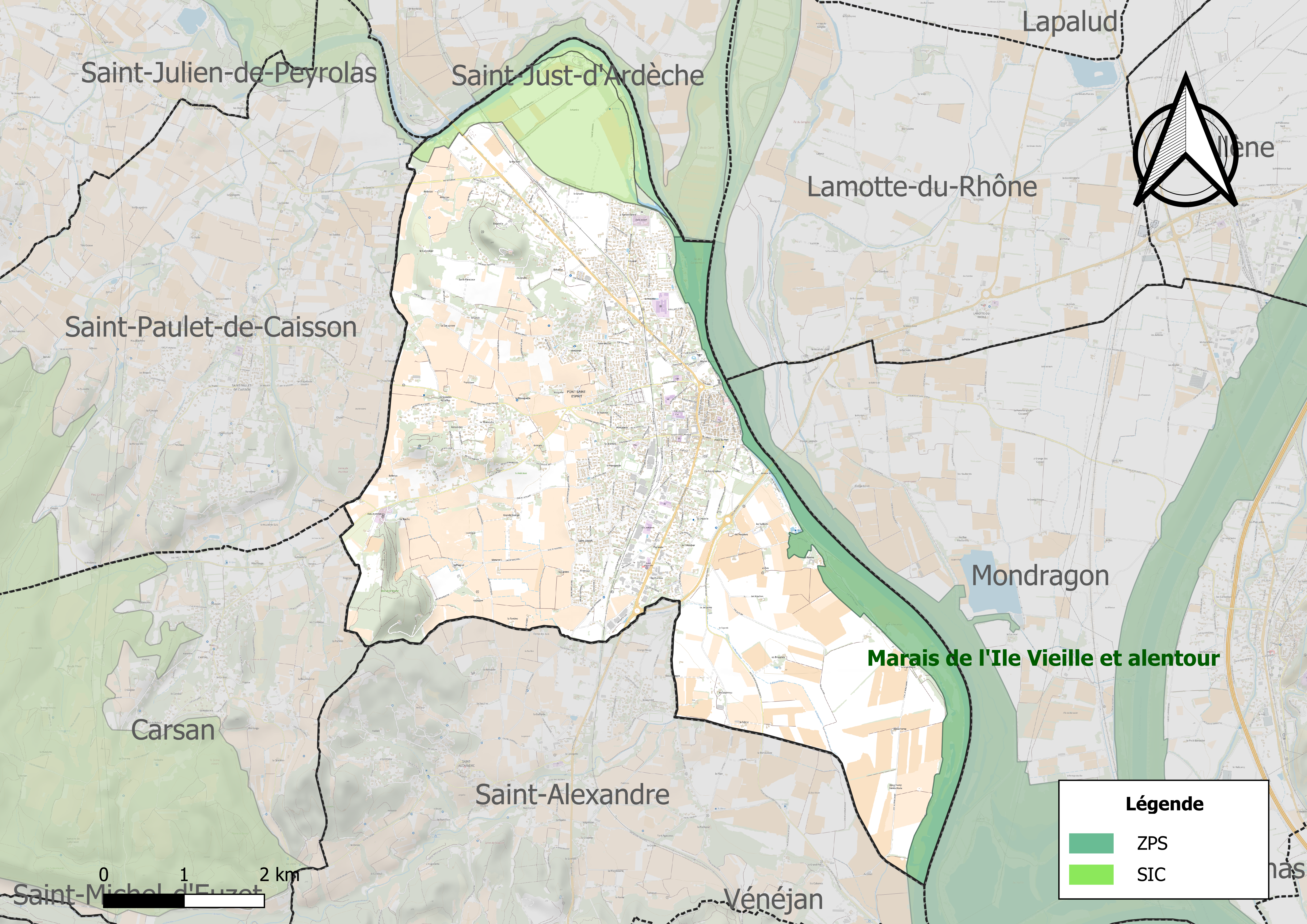
Sites Natura 2000 sur le territoire communal.

Le réseau Natura 2000 est un réseau écologique européen de sites naturels d'intérêt écologique élaboré à partir des directives habitats et oiseaux, constitué de zones spéciales de conservation (ZSC) et de zones de protection spéciale (ZPS).
Deux sites Natura 2000 ont été définis sur la commune au titre de la directive habitats :
- « le Rhône aval », d'une superficie de 12 579 ha[10] ;
- la « basse Ardèche urgonienne », d'une superficie de 6 851,3 ha[11] ;

et un au titre de la directive oiseaux : 
- le « marais de l'Ile Vieille et alentour », d'une superficie de 1 460 ha[12].

#### Zones naturelles d'intérêt écologique, faunistique et floristique
L’inventaire des zones naturelles d'intérêt écologique, faunistique et floristique (ZNIEFF) a pour objectif de réaliser une couverture des zones les plus intéressantes sur le plan écologique, essentiellement dans la perspective d’améliorer la connaissance du patrimoine naturel national et de fournir aux différents décideurs un outil d’aide à la prise en compte de l’environnement dans l’aménagement du territoire.
Deux ZNIEFF de type 1 sont recensées sur la commune :
la « basse Ardèche » (221 ha), couvrant 4 communes du département, et 
les « ripisylves du Rhône en aval de Pont-St-Esprit » (138 ha), couvrant 3 communes du département
et quatre ZNIEFF de type 2, : 
- la « basse Ardèche » (1 655 ha), couvrant 5 communes du département[16] ;
- « le Rhône » (3 202 ha), couvrant 27 communes dont 2 dans l'Ardèche, 1 dans les Bouches-du-Rhône, 12 dans le Gard et 12 dans le Vaucluse[17] ;
- « le Rhône et ses canaux » (3 879 ha), couvrant 15 communes du département[18];
- le « massif du Bagnolais » (7 716 ha), couvrant 18 communes du département[19].

Carte des ZNIEFF de type 1 et 2 à Pont-Saint-Esprit.
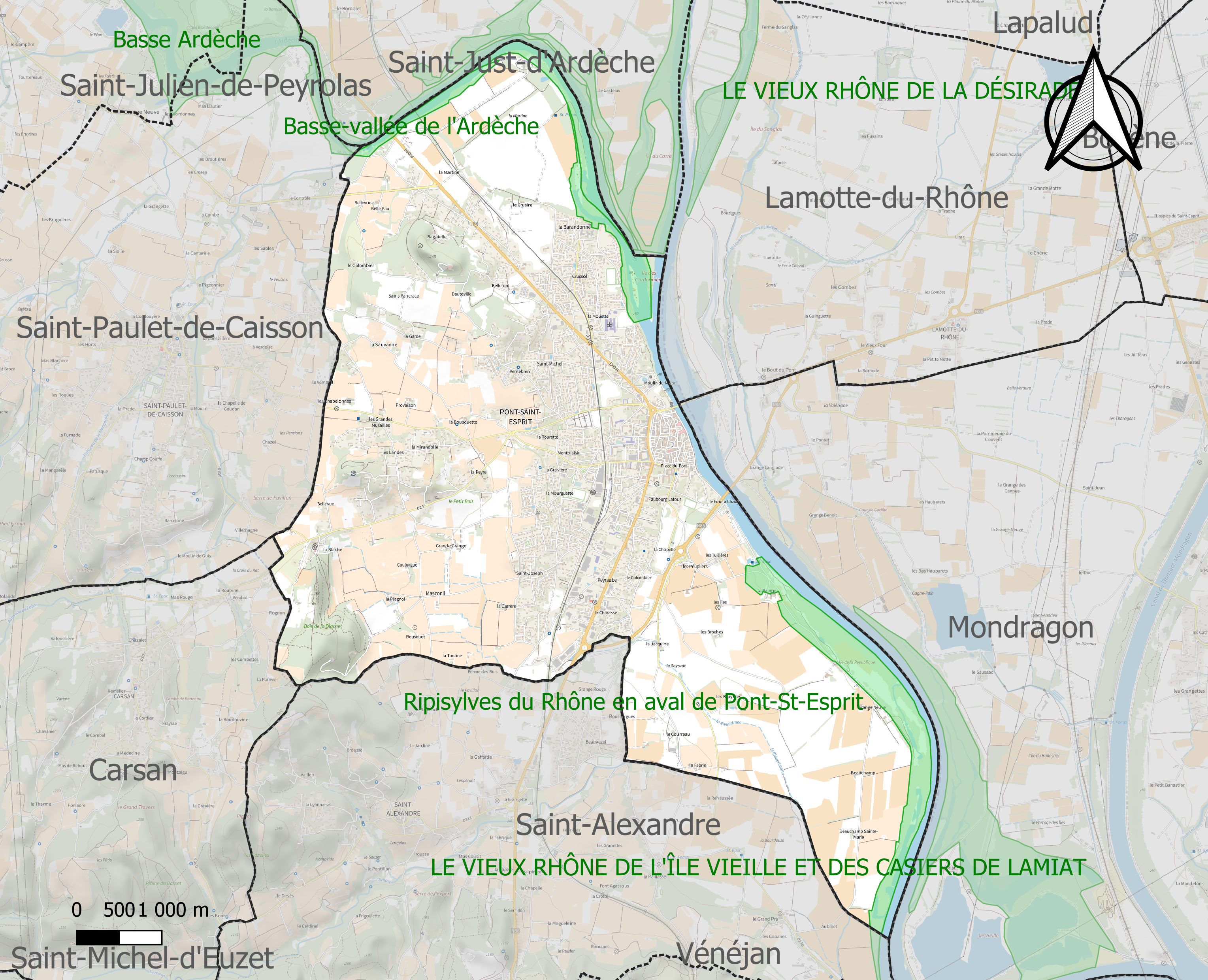
Carte des ZNIEFF de type 1 sur la commune.
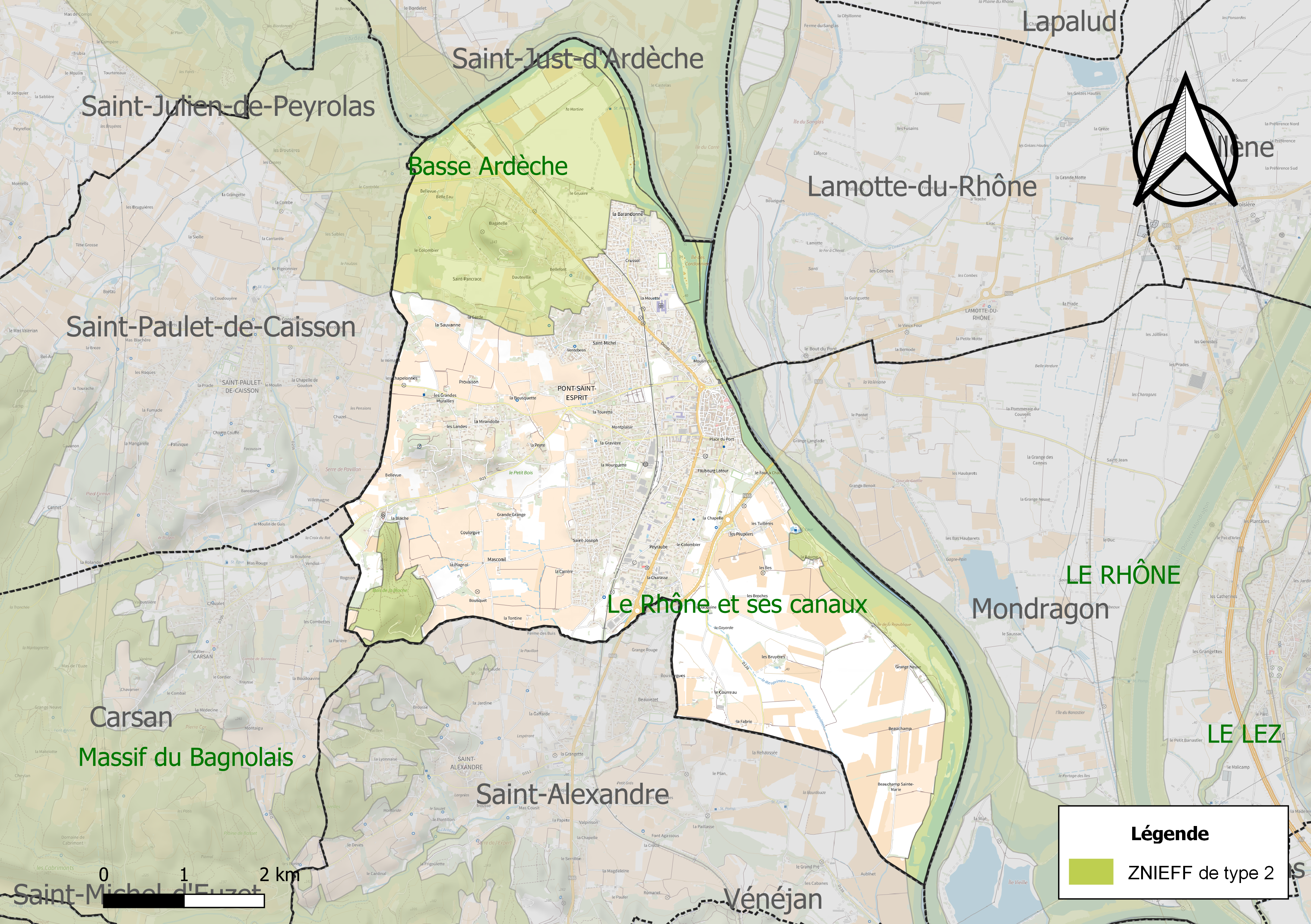
Carte des ZNIEFF de type 2 sur la commune.

## Urbanisme

### Typologie
Au 1er janvier 2024, Pont-Saint-Esprit est catégorisée centre urbain intermédiaire, selon la nouvelle grille communale de densité à sept niveaux définie par l'Insee en 2022.
Elle appartient à l'unité urbaine de Pont-Saint-Esprit, une agglomération intra-départementale regroupant quatre  communes, dont elle est ville-centre,,. Par ailleurs la commune fait partie de l'aire d'attraction de Pont-Saint-Esprit, dont elle est la commune-centre,. Cette aire, qui regroupe 5 communes, est catégorisée dans les aires de moins de 50 000 habitants,.

### Occupation des sols

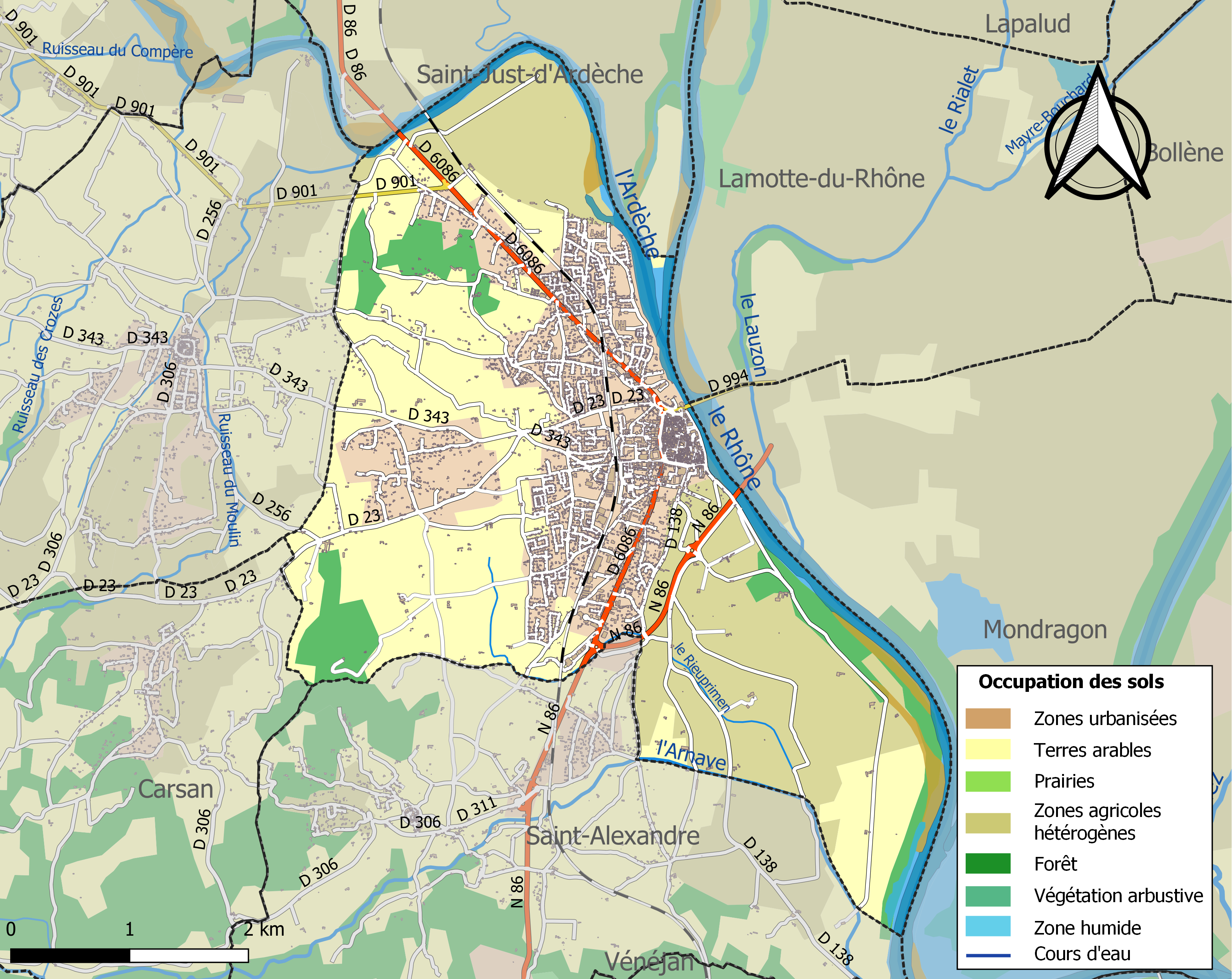
Carte des infrastructures et de l'occupation des sols de la commune en 2018 (CLC).

L'occupation des sols de la commune, telle qu'elle ressort de la base de données européenne d’occupation biophysique des sols Corine Land Cover (CLC), est marquée par l'importance des territoires agricoles (59,6 % en 2018), en diminution par rapport à 1990 (70,8 %). L'objectif législatif de Zéro artificialisation nette est désormais un des principes du code de l'urbanisme (article L. 101-2    6°bis) depuis la loi sur le Dérèglement du climat (22 août 
2021).
La répartition détaillée de l'occupation des sols sur ce territoire communal était la suivante en 2018 : 
cultures permanentes (33,5 %), zones agricoles hétérogènes (26,2 %), zones urbanisées (25,3 %), forêts (8,6 %), eaux continentales (4,5 %), zones industrielles ou commerciales et réseaux de communication (2 %). L'évolution de l’occupation des sols de la commune et de ses infrastructures peut être observée sur les différentes représentations cartographiques du territoire : la carte de Cassini (XVIIIe siècle), la carte d'état-major (1820-1866) et les cartes ou photos aériennes de l'IGN pour la période actuelle (1950 à aujourd'hui).

### Habitat et logement
En 2020, le nombre total de logements dans la commune était de 5 795, alors qu'il était de 5 397 en 2015 et de 5 016 en 2010.
Parmi ces logements, 85 % étaient des résidences principales, 3 % des résidences secondaires et 11,9 % des logements vacants. Ces logements étaient pour 61,1 % d'entre eux des maisons individuelles et pour 38,3 % des appartements.
Le tableau ci-dessous présente la typologie des logements à Pont-Saint-Esprit en 2020 en comparaison avec celle du Gard et de la France entière. Une caractéristique marquante du parc de logements est ainsi la faible proportion des résidences secondaires et logements occasionnels (3 %) par rapport au département (13 %) et à la France entière (9,7 %).
| Typologie                                               | Pont-Saint-Esprit | Gard | France entière |
| ------------------------------------------------------- | ----------------- | ---- | -------------- |
| Résidences principales (en %)                           | 85                | 78,4 | 82,1           |
| Résidences secondaires et logements occasionnels (en %) | 3                 | 13   | 9,7            |
| Logements vacants (en %)                                | 11,9              | 8,6  | 8,2            |

### Voies de communication et transports
La ville est desservie par le tracé historique de la route nationale 86 (actuelle RD 6086), qui longe la rive gauche du Rhône et actuel, qui la relie à Bollène (lieu-dit La Croisière, extrémité nord-est de la RN 7) et Bagnols-sur-Cèze.
La gare de Pont-Saint-Esprit, situiée sur la Ligne de Givors-Canal à Grezan, qui avait été fermée de 1973 à 2022, est desservie  par des trains TER Occitanie qui effectuent des missions entre les gares de Pont-Saint-Esprit et Avignon-Centre ou Nîmes-Centre.

### Risques naturels et technologiques
Le territoire de la commune de Pont-Saint-Esprit est vulnérable à différents aléas naturels : météorologiques (tempête, orage, neige, grand froid, canicule ou sécheresse), inondations, feux de forêts, mouvements de terrains et séisme (sismicité modérée). Il est également exposé à trois risques technologiques, le transport de matières dangereuses et la rupture d'un barrage et le risque nucléaire. Un site publié par le BRGM permet d'évaluer simplement et rapidement les risques d'un bien localisé soit par son adresse soit par le numéro de sa parcelle.

#### Risques naturels
La commune fait partie du territoire à risques importants d'inondation (TRI) d'Avignon – plaine du Tricastin – Basse vallée de la Durance, regroupant 90 communes du bassin de vie d'Avignon, Orange et de la basse vallée de la Durance, un des 31 TRI qui ont été arrêtés fin 2012 sur le bassin Rhône-Méditerranée. Il a été retenu au regard des risques de débordements du Rhône, de la Durance, de la Cèze, du Lez (84), de l'Ardèche, de l'Eygues, du Rieu (Foyro), de la Meyne, de l'Ouvèze, des Sorgues, des rivières du Sud-Ouest du mont Ventoux, de la Nesque, du Calavon et de l'Èze. Les crues récentes significatives sont celles d'octobre 1993 (Rhône-Lez), de janvier et novembre 1994 (Rhône, Durance, Calavon, Ouvèze), de décembre 1997, de  novembre 2000, de mai 2008 (Durance), de décembre 2003 (Rhône, Calavon), de septembre 1992 (Ouvèze), de septembre 2002 et de 2003 (Aygue, Rieu Foyro), de septembre 1958, de septembre 1992 (Ardèche), de septembre 1993 (Èze). Des cartes des surfaces inondables ont été établies pour trois scénarios : fréquent (crue de temps de retour de 10 ans à 30 ans), moyen (temps de retour de 100 ans à 300 ans) et extrême (temps de retour de l'ordre de 1 000 ans, qui met en défaut tout système de protection),. La commune a été reconnue en état de catastrophe naturelle au titre des dommages causés par les inondations et coulées de boue survenues en 1982, 1988, 1992, 1993, 1994, 1995, 1996, 1997, 1998, 1999, 2002, 2003 et 2008,.

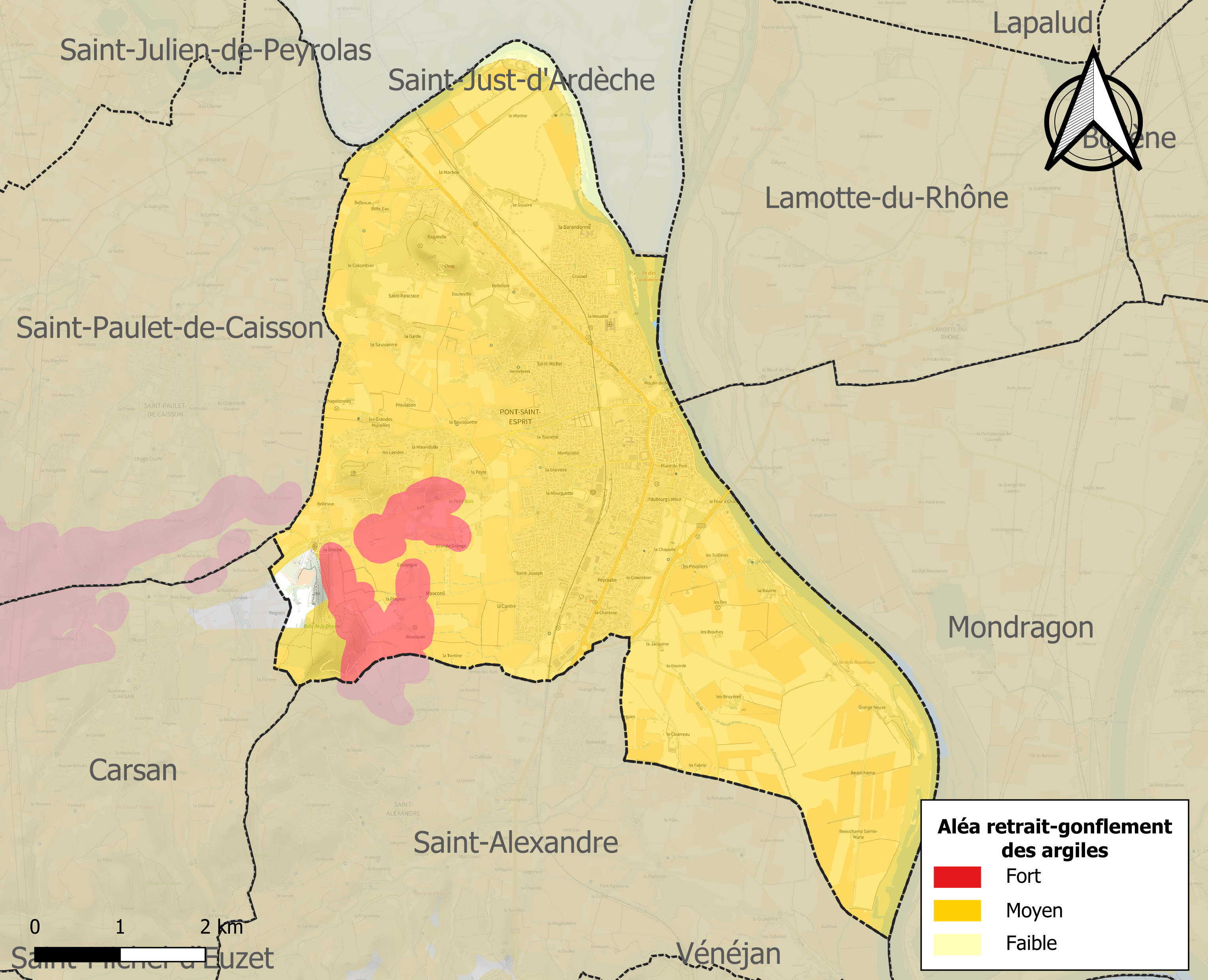
Carte des zones d'aléa retrait-gonflement des sols argileux de Pont-Saint-Esprit.

La commune est vulnérable au risque de mouvements de terrains constitué principalement du retrait-gonflement des sols argileux. Cet aléa est susceptible d'engendrer des dommages importants aux bâtiments en cas d’alternance de périodes de sécheresse et de pluie. 98,9 % de la superficie communale est en aléa moyen ou fort (67,5 % au niveau départemental et 48,5 % au niveau national). Sur les 3 246 bâtiments dénombrés sur la commune en 2019, 3244 sont en aléa moyen ou fort, soit 100 %, à comparer aux 90 % au niveau départemental et 54 % au niveau national. Une cartographie de l'exposition du territoire national au retrait gonflement des sols argileux est disponible sur le site du BRGM,.
Par ailleurs, afin de mieux appréhender le risque d’affaissement de terrain, l'inventaire national des cavités souterraines permet de localiser celles situées sur la commune.

#### Risques technologiques
Le risque de transport de matières dangereuses sur la commune est lié à sa traversée par des infrastructures routières ou ferroviaires importantes ou la présence d'une canalisation de transport d'hydrocarbures. Un accident se produisant sur de telles infrastructures est en effet susceptible d’avoir des effets graves au bâti ou aux personnes jusqu’à 350 m, selon la nature du matériau transporté. Des dispositions d’urbanisme peuvent être préconisées en conséquence.
La commune est en outre située en aval du barrage de Villefort, un ouvrage de classe A doté d'un PPI et situé dans la Lozère. À ce titre elle est susceptible d’être touchée par l’onde de submersion consécutive à la rupture de cet ouvrage.
En cas d’accident grave, certaines installations nucléaires sont susceptibles de rejeter dans l’atmosphère de l’iode radioactif. La commune étant située dans le périmètre de sûreté autour de la centrale nucléaire du Tricastin, elle est exposée au risque nucléaire. À ce titre les habitants de la commune ont bénéficié, à titre préventif, d'une distribution de comprimés d’iode stable dont l’ingestion avant rejet radioactif permet de pallier les effets sur la thyroïde d’une exposition à de l’iode radioactif. En cas d'incident ou d'accident nucléaire, des consignes de confinement ou d'évacuation peuvent être données et les habitants peuvent être amenés à ingérer, sur ordre du préfet, les comprimés d'iode.

## Histoire

### Moyen Âge

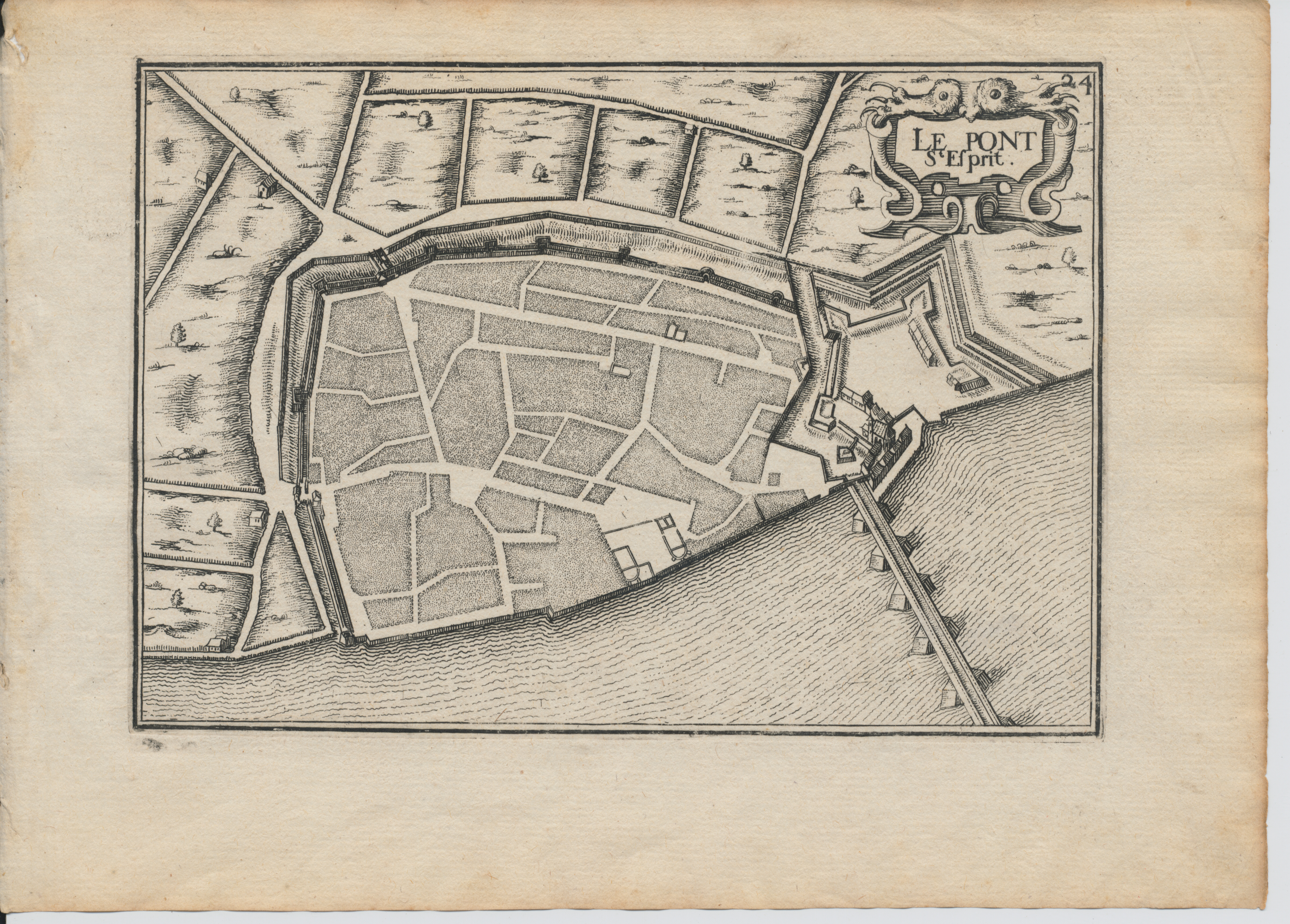
Vue du Pont-Saint-Esprit par Tassin (1634).

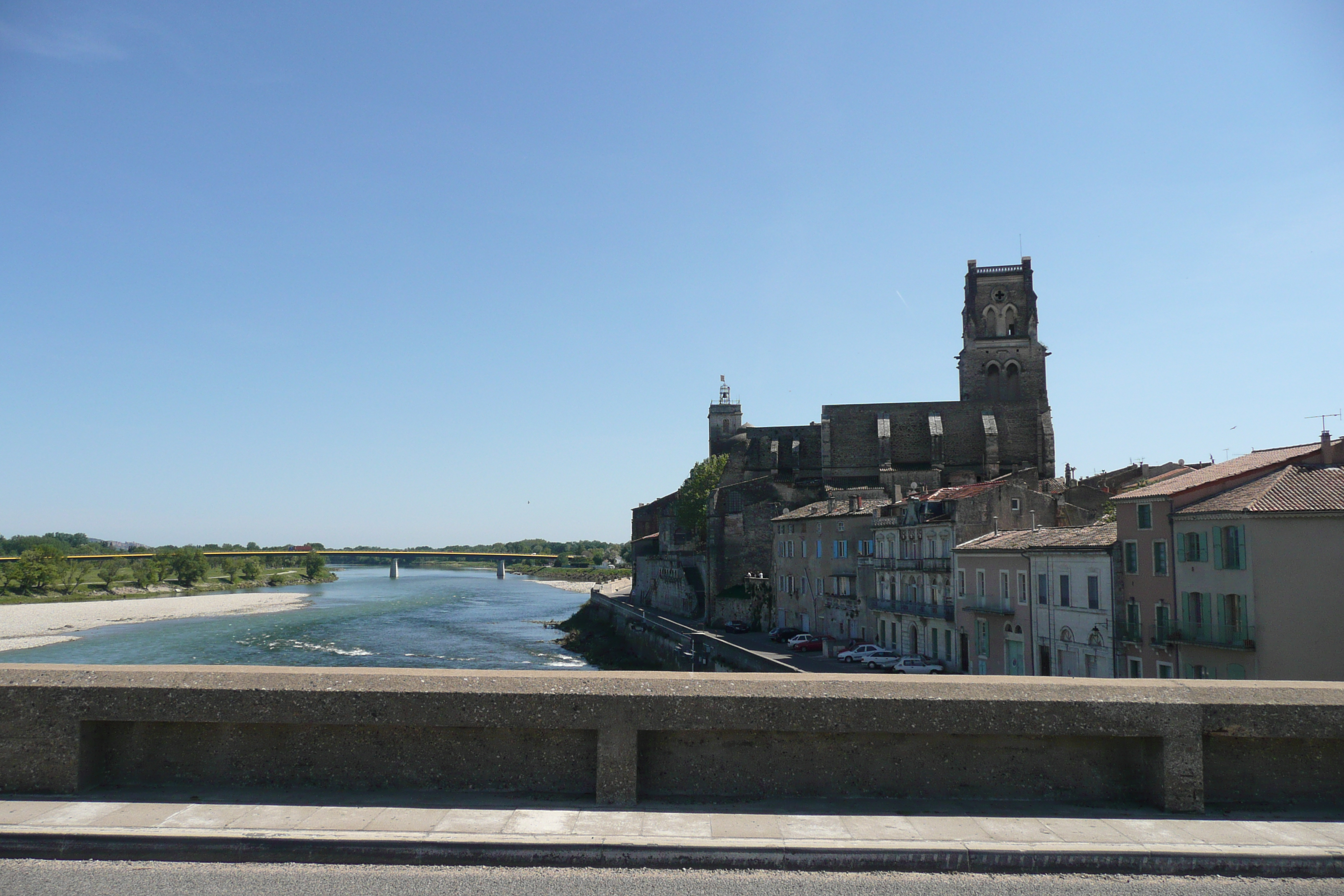
Pont-Saint-Esprit, l'église Saint-Saturnin vue depuis le pont Saint-Esprit.

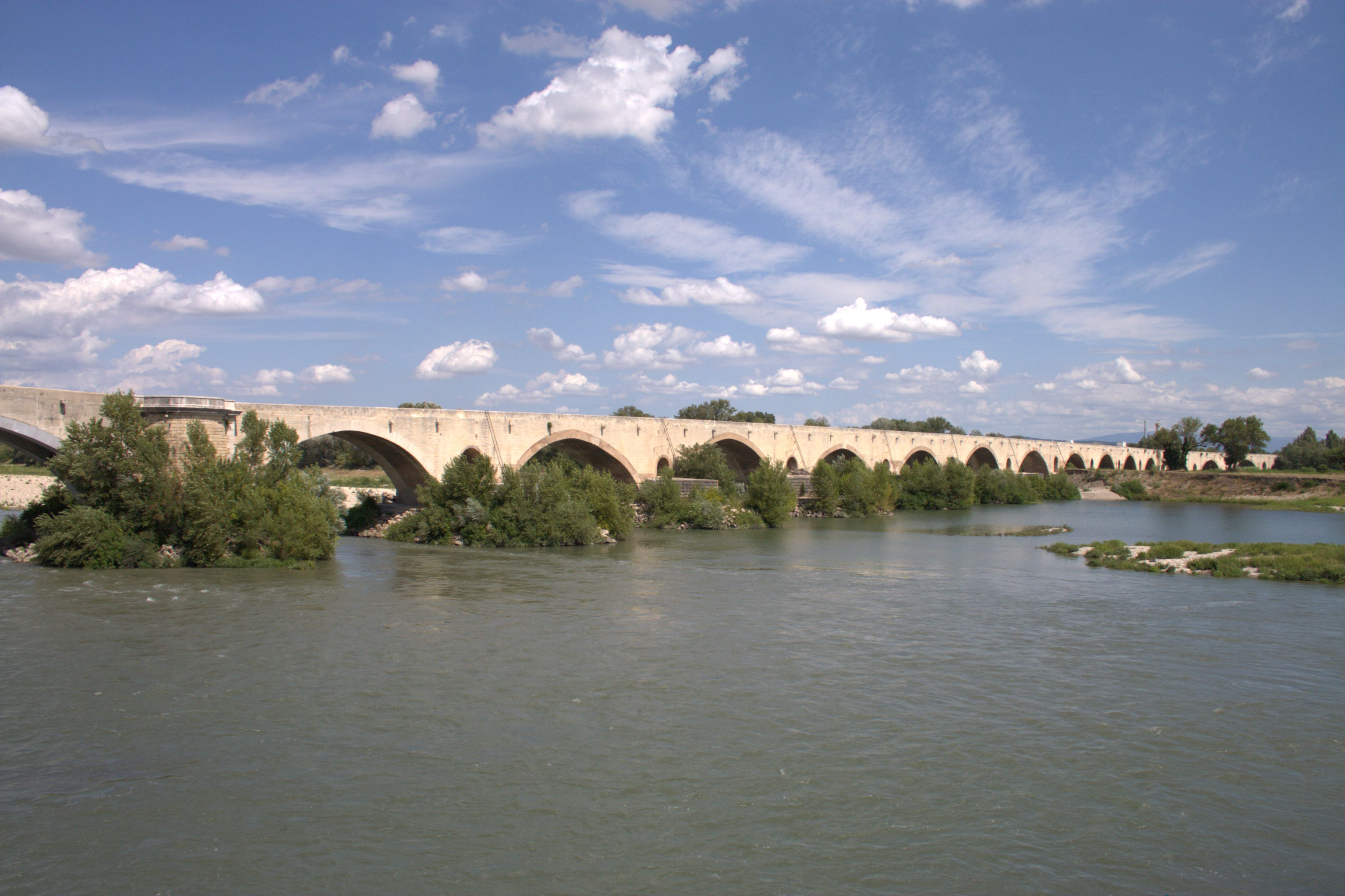
Vue d'ensemble du pont médiéval enjambant le Rhône à Pont-Saint-Esprit.

La ville s'appelait au milieu du Moyen Âge Saint-Saturnin-du-Port (en latin Portum Sancti Saturnini). Le nom actuel de la ville lui vient de la construction du pont sur le Rhône par le frère de saint Louis, le comte de Poitiers et de Toulouse Alphonse de Poitiers ; elle commença en 1265 pour s’achever en 1309. D’après Viollet-le-Duc, elle fut confiée à la branche pontife des Hospitaliers (la branche des constructeurs de ponts, formée par ces moines-soldats pour faciliter les pèlerinages) et consacrée au Saint Esprit. Elle était dirigée par Jean de Tensanges ou de Thianges. Ce pont, le plus vieux de tous les ponts sur le Rhône, sept cents ans, reliant la Provence au Languedoc, en aval du Rhône, a longtemps constitué un point de passage privilégié sur le Rhône. Il est constitué de vingt arches, mesure un kilomètre de long, et a fait la fortune de cette petite ville par le paiement de l'octroi y afférent. Il a été construit en respectant le cours impétueux du fleuve, et fut protégé à ce titre fort longtemps, par exemple, les chariots de marchandises voulant l'emprunter étaient déchargés, on transférait ces marchandises sur des barges traversant le fleuve et les chariots traversaient en roulant sur de la paille disposée sur la chaussée du pont pour ne pas ébranler celui-ci. On raconte, de même que le roi Louis XI, se présentant là avec ses troupes, dut mettre pied à terre, avant de l'emprunter.
Le 29 décembre 1360, l'imposteur Giannino Baglioni, revendiquant être le roi de France légitime, Jean le Posthume, occupe la ville grâce aux mercenaires embauchés avant d'être arrêté le 7 janvier 1361 et d’être emprisonné à Aix, puis à Marseille et enfin Naples. Il meurt probablement dans cette ville en 1362.
Arrivés près de la vallée du Rhône, au début de 1382, les Tuchins campèrent dans les gorges de la Cèze où ils furent rejoints par des nobles dont Régis de Saint-Michel-d'Euzet, Étienne Augier, dit Ferragut du Pin, Vachon de Pont-Saint-Esprit et Verchère de Vénéjan qui prirent leur tête. Ils s’emparèrent alors de Cavillargues, Chusclan et Tresques, avant de piller les châteaux de Sabran, La Roque-sur-Cèze, Saint-Laurent-des-Arbres et Cornillon. Dans ce dernier château se trouvait le trésor de Clément VI. Son neveu, Guillaume III Roger de Beaufort, alors Lieutenant des armes du Sénéchal de Beaucaire, organisa la répression. En septembre 1382, il recruta des mercenaires et fit venir une compagnie d’arbalétriers d’Avignon. Ses troupes cantonnées à Bagnols-sur-Cèze attaquèrent alors Cornillon. Dirigées par Gantonnet d'Abzac, Commandant du Saint-Père pour le Païs de Saint-Esprit, elles semèrent la terreur. Guillaume III fit ensuite intervenir son capitaine des gardes de Bagnols, Jean Coq. Ce dernier réussit à pacifier le pays en expulsant les chefs du Tuchinat. Ce qui permit de signer la paix en février 1383.

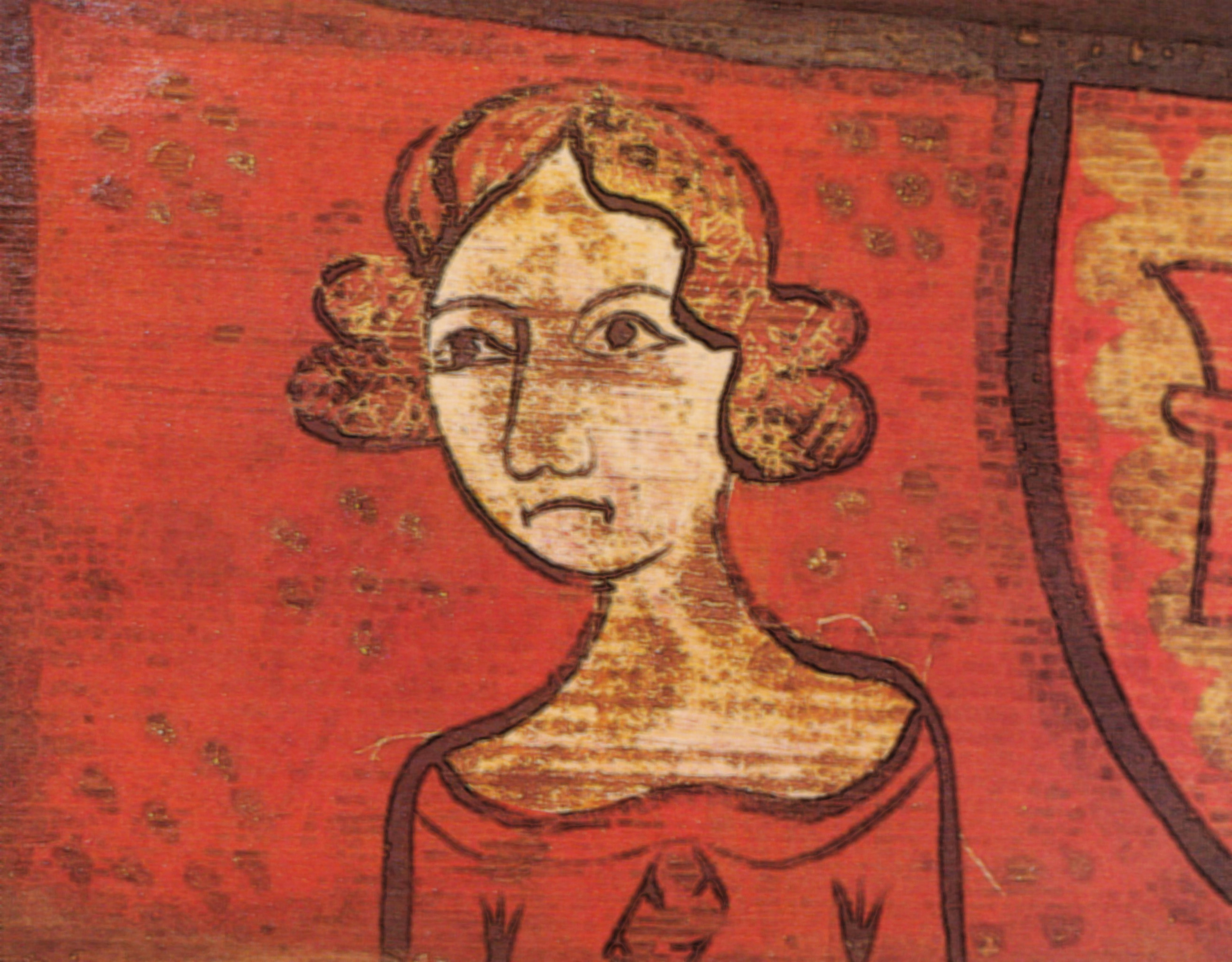
Portrait de femme, Maison des Chevaliers, 1337-1343.

Au XVe siècle, Isabeau de Bavière, reine de France, prétendant avoir seule, à l'exclusion du dauphin Charles son fils, le gouvernement et l'administration du royaume, au nom du roi Charles VI tombé en démence, se lie pour accomplir son pernicieux dessein, avec le duc de Bourgogne, ennemi du roi et du dauphin. Isabeau, pour amener le peuple à son parti, fait passer des émissaires dans toutes les provinces, particulièrement en Languedoc où on avait tant à se plaindre du gouvernement du duc de Berri ; et pour y mieux réussir, elle fit publier partout, qu'on ne paierait plus de subsides. La ville de Pont-Saint-Esprit, influencée par Gui de Brosse ou de Broce, moine bénédictin du prieuré de Saint-Pierre et cousin de Jean 1er de Brosse, maréchal de France vivant à la même époque, fut la première de la province qui ouvrit ses portes au parti bourguignon, et reçut dans ses murs, en 1418, les délégués de la reine et du duc de Bourgogne pour gouverner, au nom du roi dans tout le Languedoc,.
Gui de Brosse, appelé par Charles VI à Troyes en Champagne, où il résidait avec la cour, fut admis auprès de son souverain qui, à l'instigation de la reine, l'avait choisi pour remplir une mission importante dans le Midi, et après qu'il lui eut donné audience, le roi le chargea d'aller trouver de sa part le comte de Foix, son lieutenant en Languedoc, et de lui déclarer ainsi qu'aux gens d'Église, aux nobles et aux communes de sa province, sa résolution de défendre qu'on rendît aucune sorte d'obéissance à celui qui se dit le régent du royaume. Cinq jours après, (18 novembre 1419), le roi donna les instructions par écrit à Gui de Brosse qui prit congé, et se rendit diligemment à Béziers où le comte de Foix, gouverneur du Languedoc tenait l'assemblée générale des trois ordres de la province,.
On dit à ce sujet que le gouverneur avait secrètement l'intention de faire déclarer tout le pays en faveur du dauphin en sa qualité de régent du Royaume ; mais Gui de Brosse présentant au comte de Foix, l'ordre formel du roi le fit changer de résolution et l'amena au parti de la reine et du duc de Bourgogne. Gui eut le même succès auprès des Grands et du peuple, si bien que l'archevêque de Toulouse, le clergé en général et le plus grand nombre des communes, enfin tout le Languedoc, à l'exception de la ville de Beaucaire et de son sénéchal, des villes de Roquemaure, Fourques, Saint-André-lès-Avignon ; tout le pays, à cette exception près, embrassa le parti d'Isabeau de Bavière, gouvernant au nom de Charles VI, malade et en démence. Cependant, l'année suivante, le dauphin reconquit le Languedoc et Gui de Brosse fut emprisonné à Avignon puis remis à son supérieur hiérarchique, le cardinal de Cambray grâce à qui il se retrouva sain et sauf dans son cloître,.
En juillet 1462, le roi Louis XI (1423-1461-1483) expédia ses lettres patentes à l'Hôpital du Pont-Saint-Esprit pour sa protection royale.
Puis, il confirma les privilèges du prieuré de Saint-Saturnin-du-Port, en mai 1469.

### Temps modernes
En 1562, la ville est prise et pillée par le baron des Adrets alors qu'Antoine de Broche alias de Brosse (docteur en droit, 1er Consul et député pour la ville du Saint Esprit et appartenant à la famille de Gui de Brosse précédemment cité) levait une compagnie d'hommes d'armes qu'il commandait dans la ville du Saint Esprit. Ceci se reproduisit une seconde fois en 1567, mais l'année suivante (1568), Antoine de Broche contribua puissamment à le faire rentrer sous l'obéissance du Roi. En 1576, Antoine de Broche seconda, avec le même succès, l'entreprise du capitaine de Luynes qui, sur la révélation à lui faite des menées secrètes du Maréchal de Damville-Montmorency, Gouverneur commandant de la province du Languedoc, tendant à remettre les protestants en possession du Pont-Saint-Esprit, fit arrêter le frère du Maréchal furtivement introduit dans la place pendant la nuit pour y fomenter la révolte. En récompense, Henri III nomma Luynes, Gouverneur du Pont-Saint-Esprit et adressa une lettre autographe à Antoine de Broche, datée de Blois, le 10 mars 1577.

### Révolution française et Empire
Elle fut chef-lieu de district de 1790 à 1795.
Le général Jean-François Carteaux, envoyé par la Convention, y défait les insurgés du Midi le 13 juillet 1793. Au cours de la Révolution française, la commune porte provisoirement le nom de Pont-sur-Rhône.

### Époque contemporaine
La section de la ligne ferroviaire de la rive droite du Rhône passant par Pont-Saint-Esprit est inaugurée le 30 août 1880 par le Paris-Lyon-Méditerranée. La gare de Pont-Saint-Esprit perd ses trains de voyageurs en 1973. Le 28 août 2022, la ligne de la rive droite du Rhône a été remise en service par la SNCF et la région Occitanie. Elle a pour terminus les gares de Nîmes et Avignon.
Au mois d'août 1914, le 55e régiment d'infanterie est mobilisé dans la ville.
Après enquête, le préfet du régime de Vichy décide de maintenir Louis Flandin, le maire radical-socialiste de Pont-Saint-Esprit, suspecté d’attitude équivoque, surtout après l’affaire du changement de noms de rues.
C'est de cette commune qu'est originaire la famille du père de Jacqueline Bouvier, la femme du président John F. Kennedy. L'arrière-arrière-grand-père Bouvier, ancien officier de la Grande Armée de Napoléon, avait émigré aux États-Unis après la défaite de l'Empire.

#### Affaire du pain maudit
Le 17 août 1951, une épidémie d'empoisonnement, marquée par des épisodes psychotiques aigus et divers symptômes, survient à Pont-Saint-Esprit. Quelques personnes se plaignent de douleurs à l'estomac, mais plus tard, au moins 100 personnes ont les mêmes symptômes, dont des insomnies. L’une d’entre elles affirme avoir fait une insomnie de plus de 21 jours. Les victimes commencent à avoir des hallucinations, comme la sensation de brûler de l'intérieur, ou penseront être capables de voler. Certaines se défenestrent. Au total, plus de 300 personnes ont été sujettes à des hallucinations, dont 7 sont mortes et 50 hospitalisées. La première piste fut la résurgence d'une ancienne maladie du Moyen Âge, l'ergotisme. La police interrogea le minotier mais aucune trace d'ergot de seigle ou de poison connu ne fut retrouvée dans les analyses.
Mais éclate l'hypothèse d'un empoisonnement au trichlorure d'azote et un essai d'armes chimiques, comme le LSD, menés par la CIA dans le cadre d'un programme précurseur du Projet MK-Ultra (créé plus tard en 1953) de la CIA. L'hypothèse suggère l'implication de la CIA qui a opéré par pulvérisation aérienne d’une mixture à base de LSD ainsi que par la contamination de « produits alimentaires locaux » pour en étudier les effets à grande échelle.
Le 15 novembre 2022, dans une liste de documents de la CIA à déclassifier, apparait une mention indiquant « ...tous les documents en relatif à la durée du projet y compris les fichiers de Pont-Saint-Esprit... (...any and all records relating to project span including pont-saint-esprit files...) » sans que l'on sache, à ce stade, si le document F-2020-01831 est lié à une activité de l'agence américaine.

## Politique et administration

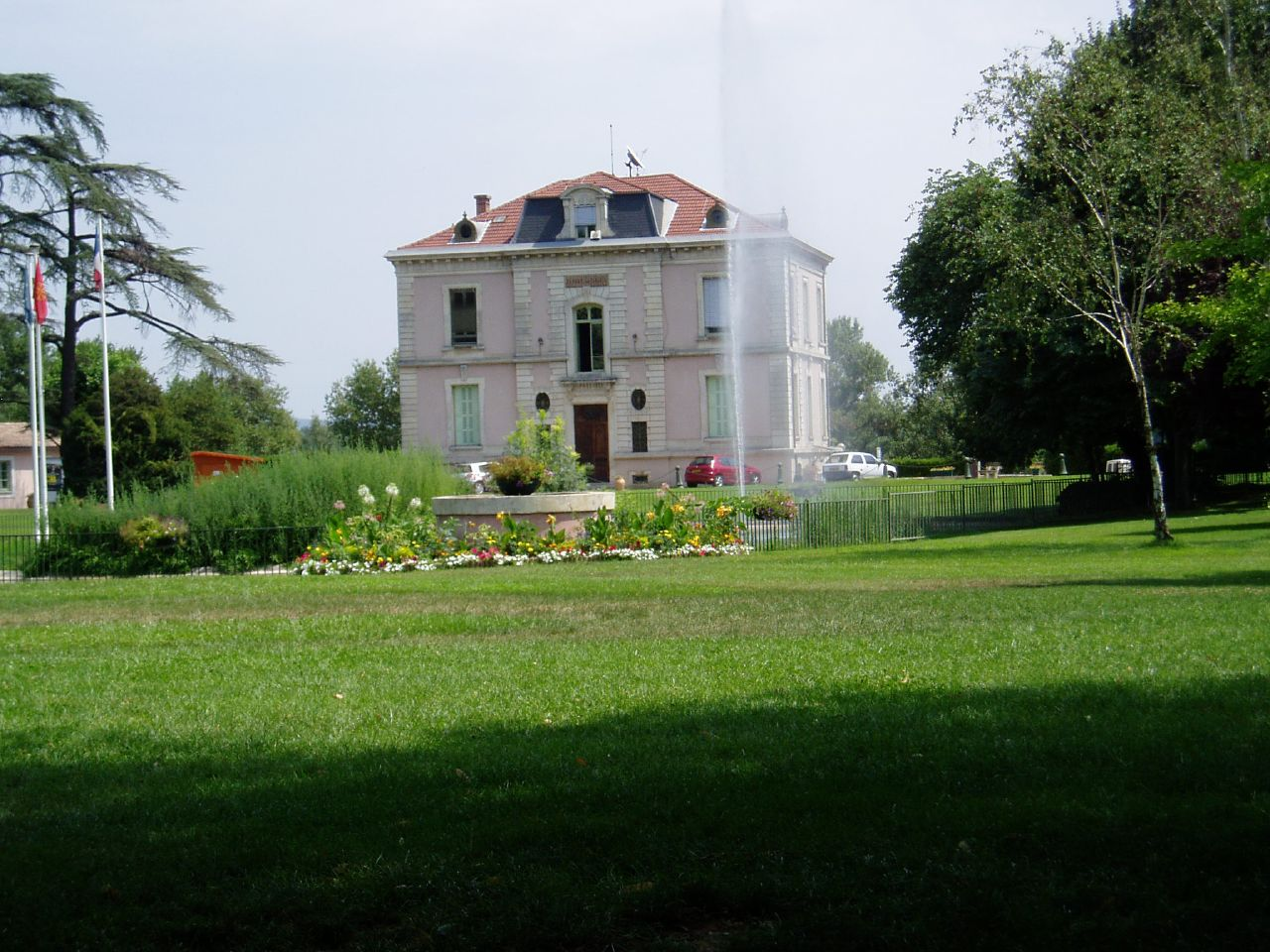
La mairie de Pont-Saint-Esprit.

### Rattachements administratifs et électoraux

#### Rattachements administratifs
La commune se trouve depuis 1926 dans l'arrondissement de Nîmes du département du Gard,.
Elle était depuis 1793 le chef-lieu du canton de Pont-Saint-Esprit. Dans le cadre du redécoupage cantonal de 2014 en France, cette circonscription administrative territoriale a disparu, et le canton n'est plus qu'une circonscription électorale.

#### Rattachements électoraux
Pour les élections départementales, la commune est le bureau centralisateur depuis 2014 d'un nouveau canton de Pont-Saint-Esprit. porté de 16 à 24 communes.
Pour l'élection des députés, elle fait partie de la quatrième circonscription du Gard.

### Intercommunalité
Pont-Saint-Esprit était membre de la communauté de communes Rhône Cèze Languedoc, un établissement public de coopération intercommunale (EPCI) à fiscalité propre créé fin 2002 et auquel la commune avait transféré un certain nombre de ses compétences, dans les conditions déterminées par le code général des collectivités territoriales.
Conformément aux prescriptions de la loi de réforme des collectivités territoriales du 16 décembre 2010, qui a prévu le renforcement et la simplification des intercommunalités et la constitution de structures intercommunales de grande taille, cette intercommunalité a fusionné avec ses voisines pour former, le 1er janvier 2013, la communauté d'agglomération du Gard rhodanien, dont est désormais membre la commune. .

### Tendances politiques et résultats
Après la démission de Gilbert Baumet en 2010, des élections municipales sont organisées en  janvier 2011. Lors du premier tour, la liste menée par Roger Castillon obtient la majorité absolue des suffrages exprimés, avec 65, 37 %, devançant largement la liste du maire démissionnaire Gilbert Baumet, qui a recueilli 34,67 %.
Lors du second tour des élections municipales de 2014 dans le Gard, la liste DVG menée par le maire sortant Roger Castillon obtient la majorité des suffrages exprimés, avec 2 390 voix (45,82 %, 25 conseillers municipaux élus dont 9 communautaires), devançant largement les listes menées respectivement par : 

- Gilbert Baumet, ancien maire (DVD, 1 418 voix, 27,19 %, 4 ,conseillers municipaux élus dont 1 communautaire) ;

- Christiane Gondard (FN, 876 voix, 16,79 %, 3 conseillers municipaux dont 1 communautaire) ;

- Valère Segal (DVD, 531 voix, 10,18 %, 1 conseiller municipal élu).

Lors de ce scrutin, 27,10 % des électeurs se sont abstenus.
Lors du second tour des élections municipales de 2020 dans le Gard, la liste DVG-Sout.LREM menée par la maire sortante Claire Lapeyronie — qui avait succédé à Roger Castillon en 2011 après sa démission — a obtenu 1 659 voix (53,30 %, 26 conseillers municipaux élus dont 8 communautaires, devançant de 206 voix celle DVG menée par Catherine Chantry — qui a bénéficié de la fusion de la liste SE de Didier Bonneaud du premier tour — qui a recueilli 1 453 voix (46,69 %, 7 conseillers municipaux élus dont 2 communautaires).
Lors de ce scrutin, 53,45 % des électeurs se sont abstenus.
À la suite de la démission d'une partie du conseil municipal, de nouvelles élections municipales sont organisées en avril 2024. Dès le premier tour, la liste SE menée par Gérome Bouvier obtient la majorité absolue des suffrages exprimés avec  1 937 voix (50,32 %), devançant largement celles menées respectivement par : 

- Emmanuel Le Pargneux (RN, 1 330 voix) ;

- Claire Lapeyronie, maire sortante (DVG, 571 voix, 14,84 %).

Lors de ce scrutin, 46,53 % des électeurs se sont abstenus.

### Administration municipale
Compte tenu de la population de la commune, son conseil municipal est constitué de 33 membres, comprenant le maire et ses adjoints.

### Liste des maires
| Période       | Période                       | Identité                      | Étiquette                                  | Qualité |
| ------------- | ----------------------------- | ----------------------------- | ------------------------------------------ | --- |
| 1944          | 1947                          | Raoul Trintignant (1898-1983) | SFIO                                       | Industriel Conseiller général de Pont-Saint-Esprit (1945 → 1949) |
| 1947          | 1959                          | Albert Hébrard                |                                            | |
| 1959          | 1963                          | François Léandri              |                                            | |
| 1963          | mars 1965                     | André Briol                   |                                            | |
| mars 1965     | mars 1971                     | Pierre Amphoux                |                                            | |
| mars 1971     | novembre 2010                 | Gilbert Baumet                | PS puis DVG puis MDR puis DVD puis UMP-PRV | Cadre supérieur Conseiller général de Pont-Saint-Esprit (1973 → 2004 et 2005 → 2011) Président du conseil général du Gard (1979 → 1993) Député du Gard (3e circ.) (1993 → 1997) Sénateur du Gard (1981 → 1992) Ministre délégué au commerce et à l'artisanat (1992 → 1993) Démissionnaire |
| novembre 2010 | janvier 2011                  | Jean-Pierre Colombet          |                                            | Maire par intérim |
| février 2011  | novembre 2018                 | Roger Castillon               | DVG                                        | Cadre dirigeant d'une filiale de Rhône-Poulenc à Bollène Démissionnaire |
| novembre 2018 | mai 2024,                     | Claire Lapeyronie             | DVG                                        | Professeure d'anglais Conseillère régionale d'Occitanie (2021 → ) Présidente de l'EPFO (2021 → ) Vice-présidente de la CA du Gard rhodanien (2020 → 2024) Mandat écourté par la démission d'une partie du conseil municipal                                                               |
| mai 2024      | juin 2024                     | Gérome Bouvier                | DVC-HOR                                    | Cadre de la fonction publique territoriale Démissionnaire pour raisons de santé |
| juillet 2024  | En cours (au 10 juillet 2024) | Valère Segal                  | Sans étiquette                             | Médecin radiologue 1er vice-Président Agglo Gard Rhodanien |

### Finances communales
En avril 2008, un rapport (ROD du 20 mars 2008) de la Chambre régionale des comptes fait apparaître l'état des finances de la ville de Pont-Saint-Esprit dans une situation catastrophique : vingt-trois millions d'euros d'emprunts à payer, un trou de trésorerie de 14 millions et 6 millions de factures impayées. L'endettement est de 2 600 euros par habitant, la commune est à deux doigts d'être mise sous tutelle préfectorale. Début 2009, le Conseil municipal adopte, sur préconisation, une hausse spectaculaire des impôts locaux allant de 56 à 80 % d'augmentation. Depuis lors, de nombreux Spiripontains demandent la démission du maire Gilbert Baumet. Des manifestations ont eu lieu au cours du mois de mars 2009, notamment le 16 mars 2009 où la manifestation a dégénéré, les forces de l'ordre, CRS d'Orange, ont dû intervenir pour permettre aux voitures de sortir, une première pour cette cité gardoise et on a pu compter trois personnes âgées blessées.
Les difficultés rencontrées pour améliorer la situation financière ont été évoquées par la Cour des comptes dans son rapport public annuel 2009, dans un chapitre particulier : Les limites des procédures de contrôle budgétaire.

### Jumelage
Pont-Saint-Esprit est jumelée avec Haverhill, une ville de 27 041 habitants (2011) située dans le comté du Suffolk, à 23 km de Cambridge et 76 km au Nord Est de Londres. En 1991, Pont-Saint-Esprit fut jumelée à Egelsbach, ville de 11 583 hab dans le Land de Hesse en Allemagne. Penacova (15 250 hab) au Portugal et Ovada (11 965 hab) dans le Piémont italien s'ajoutent à la liste.[réf. nécessaire]

## Population et société
Les habitants sont appelés les Spiripontains ou  Spiripontaines.

### Démographie
L'évolution du nombre d'habitants est connue à travers les recensements de la population effectués dans la commune depuis 1793. Pour les communes de plus de 10 000 habitants les recensements ont lieu chaque année à la suite d'une enquête par sondage auprès d'un échantillon d'adresses représentant 8 % de leurs logements, contrairement aux autres communes qui ont un recensement réel tous les cinq ans,.

En 2022, la commune comptait 10 759 habitants, en évolution de +3,4 % par rapport à 2016 (Gard : +2,97 %, France hors Mayotte : +2,11 %).
| 1793  | 1800  | 1806  | 1821  | 1831  | 1836  | 1841  | 1846  | 1851  |
| ----- | ----- | ----- | ----- | ----- | ----- | ----- | ----- | ----- |
| 5 766 | 4 055 | 4 331 | 4 545 | 4 853 | 4 937 | 5 239 | 5 375 | 5 538 |

| 1856  | 1861  | 1866  | 1872  | 1876  | 1881  | 1886  | 1891  | 1896  |
| ----- | ----- | ----- | ----- | ----- | ----- | ----- | ----- | ----- |
| 5 887 | 5 123 | 4 694 | 4 350 | 4 826 | 4 726 | 4 962 | 5 262 | 4 289 |

| 1901  | 1906  | 1911  | 1921  | 1926  | 1931  | 1936  | 1946  | 1954  |
| ----- | ----- | ----- | ----- | ----- | ----- | ----- | ----- | ----- |
| 4 798 | 4 906 | 4 685 | 5 801 | 4 409 | 4 652 | 4 411 | 4 149 | 4 925 |

| 1962  | 1968  | 1975  | 1982  | 1990  | 1999  | 2006  | 2011   | 2016   |
| ----- | ----- | ----- | ----- | ----- | ----- | ----- | ------ | ------ |
| 5 778 | 6 951 | 6 709 | 8 067 | 9 277 | 9 265 | 9 661 | 10 640 | 10 405 |

| 2021   | 2022   | - | - | - | - | - | - | - |
| ------ | ------ | - | - | - | - | - | - | - |
| 10 600 | 10 759 | - | - | - | - | - | - | - |

Pont-Saint-Esprit est une commune urbaine dont la population croit depuis 1962.

## Économie

### Revenus
En 2018  (données Insee publiées en septembre 2021), la commune compte 4 643 ménages fiscaux, regroupant 10 155 personnes. La médiane du revenu disponible par unité de consommation est de 18 970 € (20 020 € dans le département). 42 % des ménages fiscaux sont imposés (43,9 % dans le département).

### Emploi
|                | 2008   | 2013   | 2018   |
| -------------- | ------ | ------ | ------ |
| Commune        | 10,9 % | 13,1 % | 13,3 % |
| Département    | 10,6 % | 12 %   | 12 %   |
| France entière | 8,3 %  | 10 %   | 10 %   |

En 2018, la population âgée de 15 à 64 ans s'élève à 5 927 personnes, parmi lesquelles on compte 69,5 % d'actifs (56,2 % ayant un emploi et 13,3 % de chômeurs) et 30,5 % d'inactifs,. Depuis 2008, le taux de chômage communal (au sens du recensement) des 15-64 ans est supérieur à celui de la France et du département.
La commune est la commune-centre de l'aire d'attraction de Pont-Saint-Esprit,. Elle compte 2 881 emplois en 2018, contre 3 037 en 2013 et 3 209 en 2008. Le nombre d'actifs ayant un emploi résidant dans la commune est de 3 390, soit un indicateur de concentration d'emploi de 85 % et un taux d'activité parmi les 15 ans ou plus de 48,5 %.
Sur ces 3 390 actifs de 15 ans ou plus ayant un emploi, 1 105 travaillent dans la commune, soit 33 % des habitants. Pour se rendre au travail, 87,7 % des habitants utilisent un véhicule personnel ou de fonction à quatre roues, 2,4 % les transports en commun, 7 % s'y rendent en deux-roues, à vélo ou à pied et 3 % n'ont pas besoin de transport (travail au domicile).

### Activités hors agriculture

#### Secteurs d'activités
871 établissements sont implantés  à Pont-Saint-Esprit au 31 décembre 2019. Le tableau ci-dessous en détaille le nombre par secteur d'activité et compare les ratios avec ceux du département,.
| Secteur d'activité                                                                                        | Commune | Commune | Département |
| Secteur d'activité                                                                                        | Nombre  | %       | %           |
| --- | ------- | ------- | ----------- |
| Ensemble                                                                                                  | 871     | 100 %   | (100 %)     |
| Industrie manufacturière, industries extractives et autres                                                | 68      | 7,8 %   | (7,9 %)     |
| Construction                                                                                              | 131     | 15 %    | (15,5 %)    |
| Commerce de gros et de détail, transports, hébergement et restauration                                    | 275     | 31,6 %  | (30 %)      |
| Information et communication                                                                              | 13      | 1,5 %   | (2,2 %)     |
| Activités financières et d'assurance                                                                      | 32      | 3,7 %   | (3 %)       |
| Activités immobilières                                                                                    | 38      | 4,4 %   | (4,1 %)     |
| Activités spécialisées, scientifiques et techniques et activités de services administratifs et de soutien | 100     | 11,5 %  | (14,9 %)    |
| Administration publique, enseignement, santé humaine et action sociale                                    | 127     | 14,6 %  | (13,5 %)    |
| Autres activités de services                                                                              | 87      | 10 %    | (8,8 %)     |

Le secteur du commerce de gros et de détail, des transports, de l'hébergement et de la restauration est prépondérant sur la commune puisqu'il représente 31,6 % du nombre total d'établissements de la commune (275 sur les 871 entreprises implantées  à Pont-Saint-Esprit), contre 30 % au niveau départemental.

#### Entreprises et commerces
Les cinq entreprises ayant leur siège social sur le territoire communal qui génèrent le plus de chiffre d'affaires en 2020 sont : 
- Bricolage Loisirs Maisons, commerce de détail de quincaillerie, peintures et verres en grandes surfaces (400 m2 et plus) (3 830 k€)
- Société Noel Armel, commerce de gros (commerce interentreprises) de fruits et légumes (2 490 k€)
- Bazar Pse, commerce de détail d'autres équipements du foyer (1 045 k€)
- Dezma, commerce de détail d'autres équipements du foyer (905 k€)
- Vigouroux, entretien et réparation de véhicules automobiles légers (888 k€)

### Agriculture
La commune est dans la vallée du Rhône, une petite région agricole occupant la frange est du département du Gard. En 2020, l'orientation technico-économique de l'agriculture  sur la commune est la culture de fruits ou d'autres cultures permanentes.
|               | 1988  | 2000 | 2010 | 2020 |
| ------------- | ----- | ---- | ---- | ---- |
| Exploitations | 79    | 60   | 38   | 33   |
| SAU (ha)      | 1 077 | 904  | 770  | 722  |

Le nombre d'exploitations agricoles en activité et ayant leur siège dans la commune est passé de 79 lors du recensement agricole de 1988  à 60 en 2000 puis à 38 en 2010 et enfin à 33 en 2020, soit une baisse de 58 % en 32 ans. Le même mouvement est observé à l'échelle du département qui a perdu pendant cette période 61 % de ses exploitations,. La surface agricole utilisée sur la commune a également diminué, passant de 1 077 ha en 1988 à 722 ha en 2020. Parallèlement la surface agricole utilisée moyenne par exploitation a augmenté, passant de 14 à 22 ha.

## Culture locale et patrimoine

### Lieux et monuments
Le patrimoine architectural de la commune comprend dix immeubles protégés au titre des monuments historiques : la citadelle de Pont-Saint-Esprit (collégiale du Saint-Esprit - chapelle de l'hôpital), classée en 1910 puis inscrite en 1951, l'hôtel de Roubin, inscrit  en 1938, la porte de Pont-Saint-Esprit, inscrite en 1945, la Maison du Roi, inscrite en 1946, la chapelle des Minimes de Pont-Saint-Esprit, inscrite en 1950, quatre maisons, inscrites en 1954, l'hôtel de Lisleroy, classé en 1968, l'église Saint-Pierre, classée en 1988, la Maison des Chevaliers, classée en 1992, l'hôtel, inscrit  en 1999, l'hôtel-Dieu, inscrit  en 2005, la chapelle des Pénitents de Pont-Saint-Esprit, inscrite en 2005, le lavoir, inscrit en 2005, l'église Saint-Saturnin, classée en 2012, et l'escalier, inscrit en 2014.

#### Le Pont du Saint-Esprit

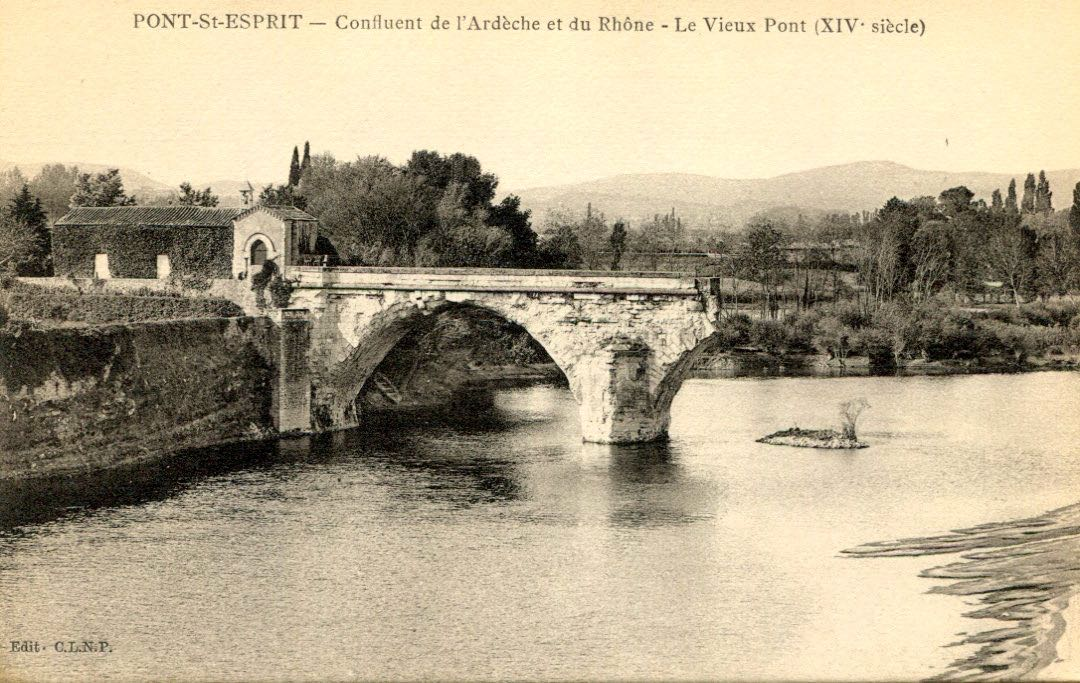
Pont-Saint-Esprit, le vieux Pont.

Pont médiéval à 25 arches sur le Rhône : le pont mesure 919 mètres de long construit de 1265 à 1309. Le pont du Saint-Esprit a la majeure partie de sa structure sur la commune de Lamotte-du-Rhône. Sa construction fut voulue par le frère de saint Louis, le comte de Poitiers et de Toulouse Alphonse de Poitiers ; elle commença en 1265 pour s’achever en 1309. D’après Viollet-le-Duc, elle fut confiée à la branche pontife des Hospitaliers (la branche des constructeurs de ponts, formée par ces moines-soldats pour faciliter les pèlerinages) et dirigée par Jean de Tensanges ou de Thianges. La tradition veut que celui-ci, prieur des bénédictins de Saint-Saturnin-du-Port se soit d'abord refusé à cette construction puis qu'il céda, inspiré par l'Esprit Saint et posa lui-même la première pierre.
C'est le plus vieux de tous les ponts sur le Rhône reliant la Provence au Languedoc. Il a longtemps constitué un point de passage obligé sur le fleuve. Il est composé de 26 arches, dont 19 grandes et 7 petites. Sur arche, une arcade de dégagement identique à celle du Pont Julien a été ouverte pour mieux faire évacuer les hautes eaux au moment des crues.
Le pont du Saint-Esprit était protégé par un fort du côté de Lamotte, il était dénommé Fort de Montrevel au XIXe siècle. Il fut vendu par les Domaines en 1867 et il n'en subsiste aucune trace. En 1966, il devient Monument historique.
Notons que la Poste a commémoré le septième centenaire du début de sa construction par l’émission d’un timbre spécial.

#### Édifices religieux
- Le prieuré et l'église Saint-Pierre (XIIe, remanié fortement au XVIIIe) avec sa coupole et son clocher coiffé d'un campanile de fer forgé, façade classique à pilastres et niches. Le tout, hélas[Interprétation personnelle ?], en état fort dégradé. L'édifice n'est plus utilisé et n'est pas accessible. L'édifice a été classé au titre des monuments historiques en 1988[83].
- L'église Saint-Saturnin (XVe siècle) qui présente un portail gothique intéressant[Interprétation personnelle ?] mais assez dégradé. Beau et élancé clocher terrasse gothique qui contient trois cloches dont un puissant bourdon de 2 tonnes. Il s'agit de l'actuelle église paroissiale. L'intérieur a été entièrement rénové en 2008-2009. L'orgue du chœur a été fabriqué en 1864 par Cavaillé-Coll. L'édifice a été inscrit au titre des monuments historiques en 2012[84].
- L'ancienne chapelle des Pénitents (XVIIe-XIXe) récemment[évasif] restaurée et transformée en théâtre. L'édifice a été inscrit au titre des monuments historiques en 2005[85].
- L'ancienne chapelle de l'hôpital de Place du Port (XVIIIe). La fondation d'un hôpital fut autorisée par le roi en 1308. Les bâtiments furent construits sur la grève aux XIVe et XVe siècles, avant d'être incorporés dans des fortifications au XVIe siècle. Seule en resta la chapelle, élevée au rang de collégiale en 1714. Elle est un bel exemple de l'introduction du style gothique et son appropriation par les bâtisseurs locaux[86].
- L'ancienne chapelle des Minimes. L'édifice a été inscrit au titre des monuments historiques en 1950[87].
- Chapelle du sanctuaire Notre-Dame-de-la-Blache de Pont-Saint-Esprit.
- La citadelle et la collégiale (XIVe-XVIIIe siècles) ; cette ancienne collégiale possède un admirable[Interprétation personnelle ?] portail en gothique flamboyant hélas encore une fois fort dégradé.
- Temple de l'Église protestante unie de France de Pont-Saint-Esprit.

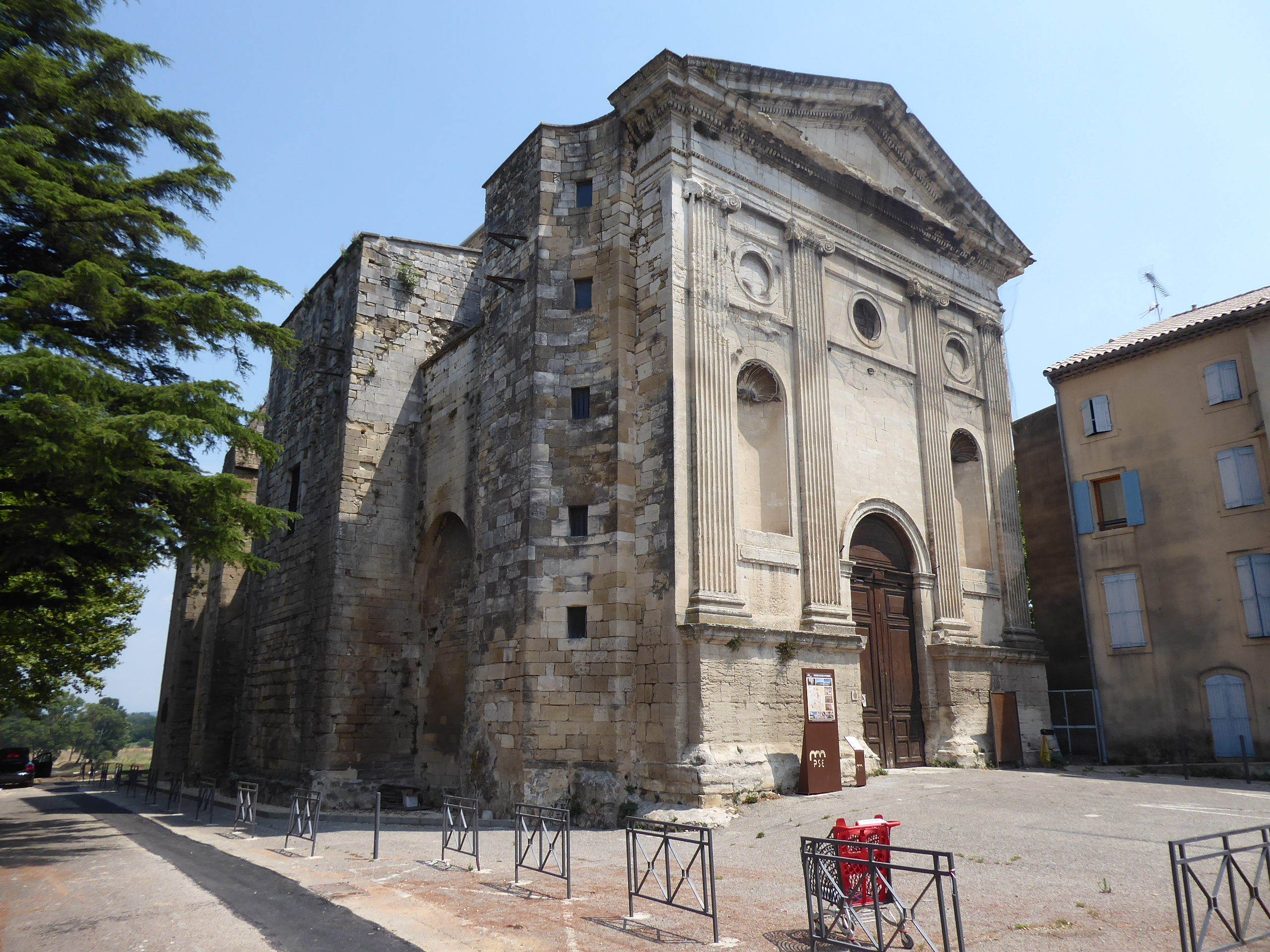
Église Saint-Pierre de Pont-Saint-Esprit.
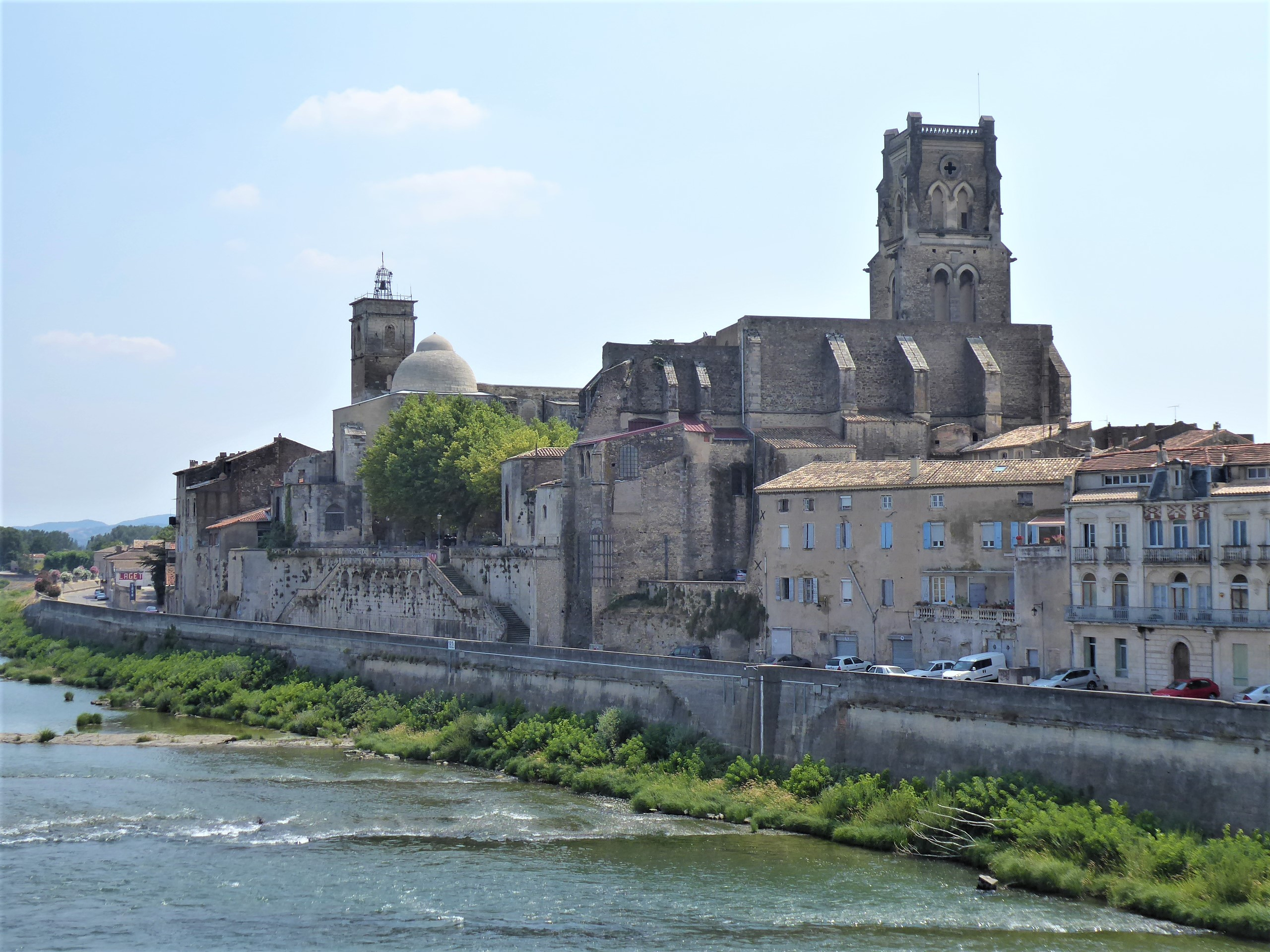
Église Saint-Saturnin de Pont-Saint-Esprit.
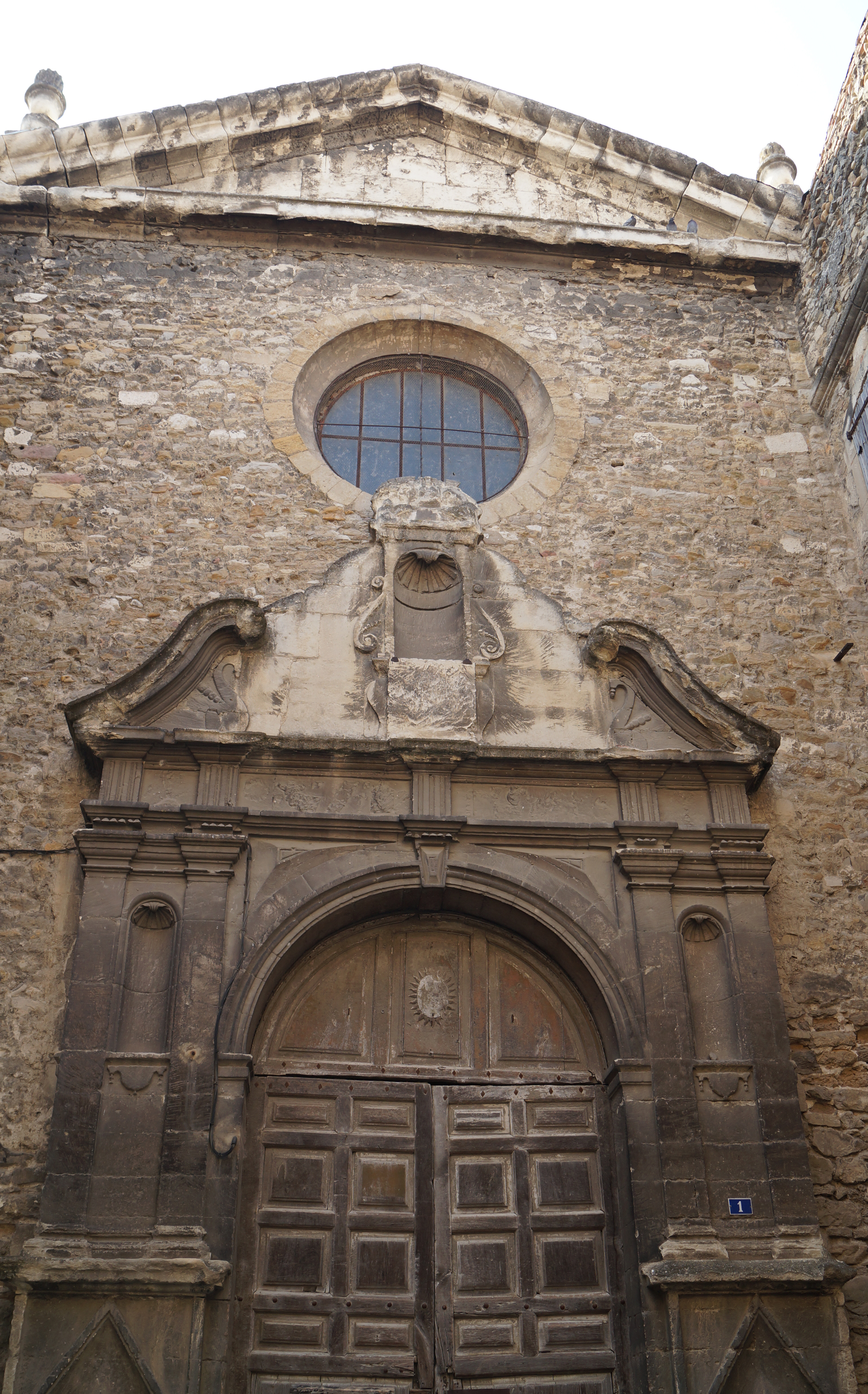
Chapelle des Minimes.
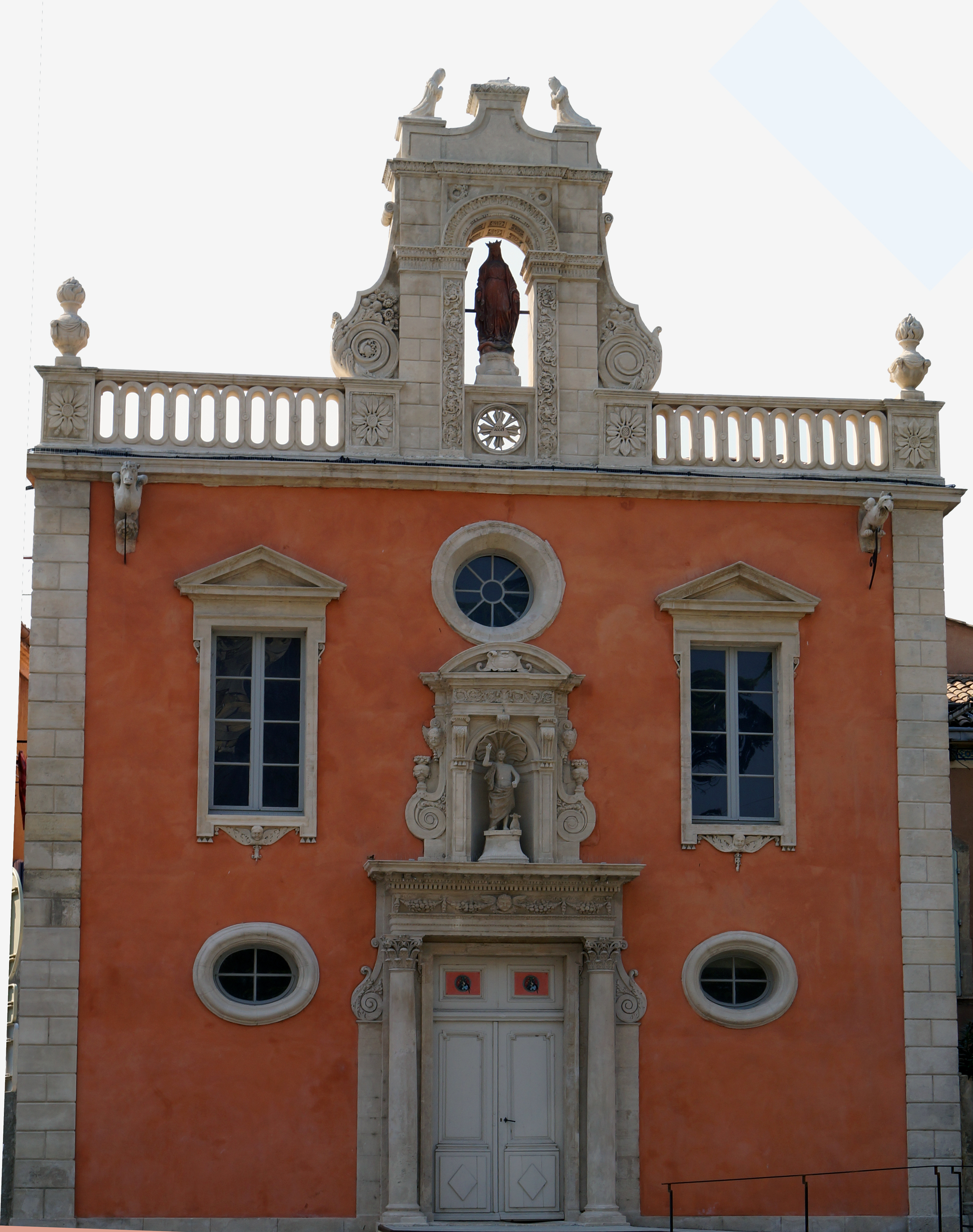
Chapelle des Pénitents.
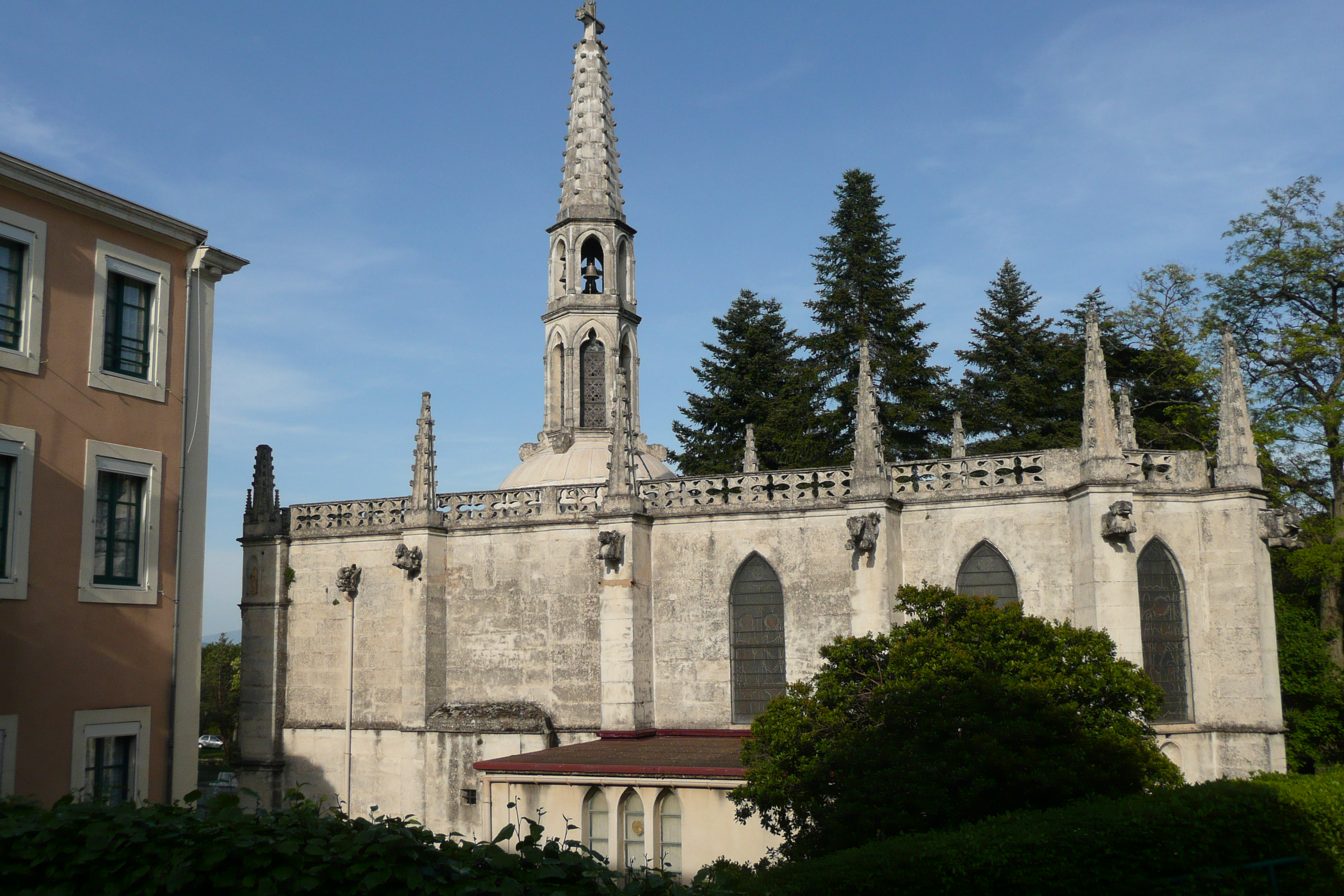
Chapelle sanctuaire Notre-Dame-de-la-Blache.
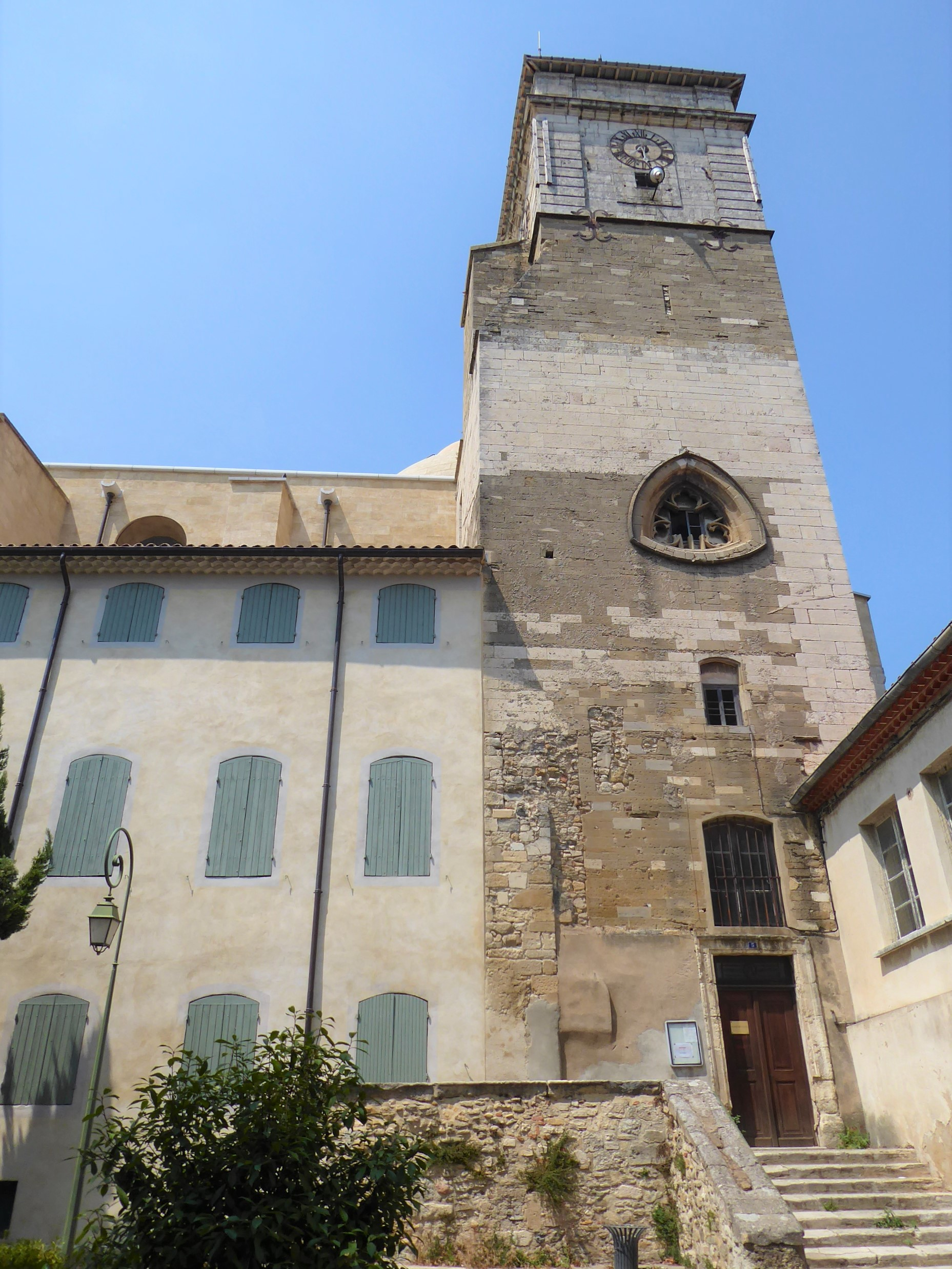
Temple protestant.

#### Édifices civils
- La maison des Chevaliers (XIIe siècle) qui abrite le musée d'Art sacré du Gard ancienne demeure des Piolenc. Outre les belles et hétéroclites collections, remarquables plafonds peints que ce soit dans la salle d'apparat (plafond à la française du XVe) ou encore sur la magnifique charpente de la cour royale de justice (plafond en berceau du XIVe) qui s'élève à 8 mètres de hauteur au premier étage de la demeure.
- Le musée Paul-Raymond qui présente l'œuvre du peintre Benn (1905-1989) dont les tableaux illustrent divers thèmes religieux et objets archéologiques.
- La rampe en fer forgé de l'escalier place du Plan.
- Le grand lavoir.
- La fontaine de la navigation (1838) et la fontaine du coq sur les cours.
- Les anciennes casernes.
- Quelques demeures bourgeoises du XVe au XIXe siècle.
- Platane de la bastide de La Bruyère : Avec plus de 10 mètres de circonférence et près de 55 mètres de hauteur, il est à ce jour le platane le plus haut d'Europe[88].
- le monastère de Notre Dame de la Blache et son étonnante chapelle néogothique sur le chemin de la chartreuse de Valbonne.
- Et non loin de là, 10 km au sud-ouest, au sein d'un massif forestier protégé aux essences rares sous le climat méditerranéen, mais sur la commune de Saint Paulet de Caisson, la magnifique chartreuse de Valbonne.

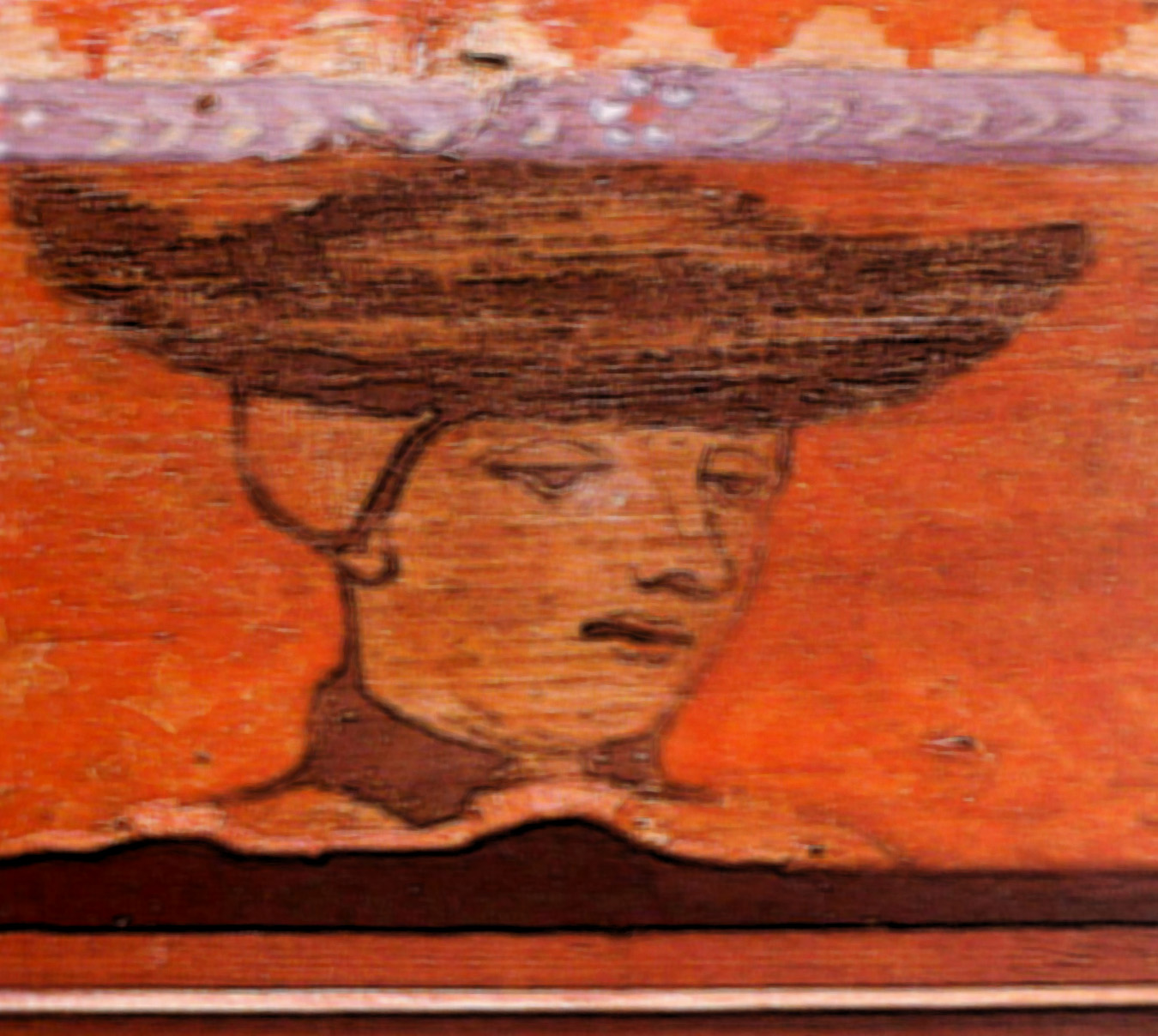
Portrait du Dauphin Charles, Maison des Chevaliers, 1450.
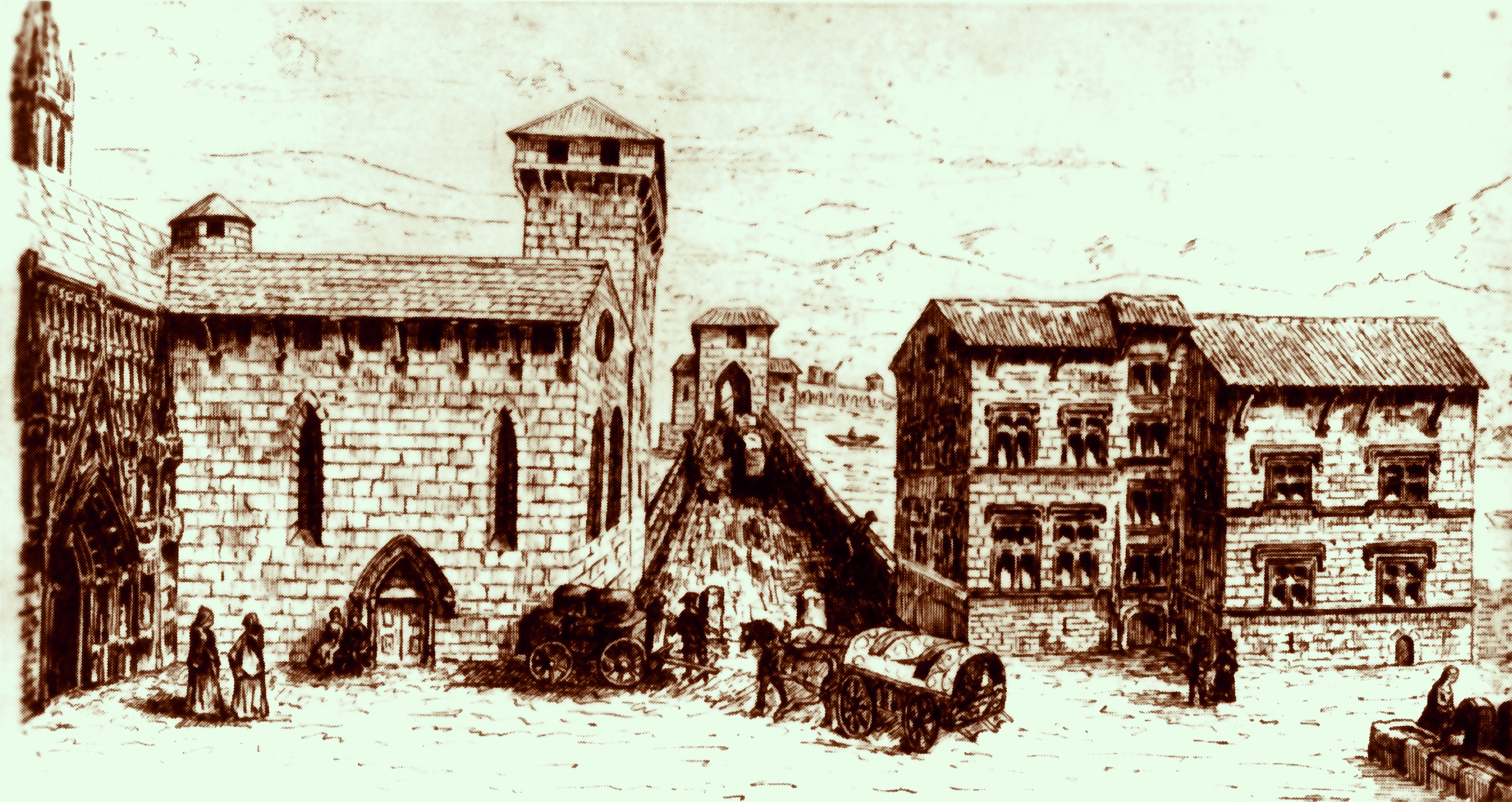
Bâtiments de l'Œuvre Hospitalière du Pont-Saint-Esprit par Louis Bruguier-Roure en 1890.
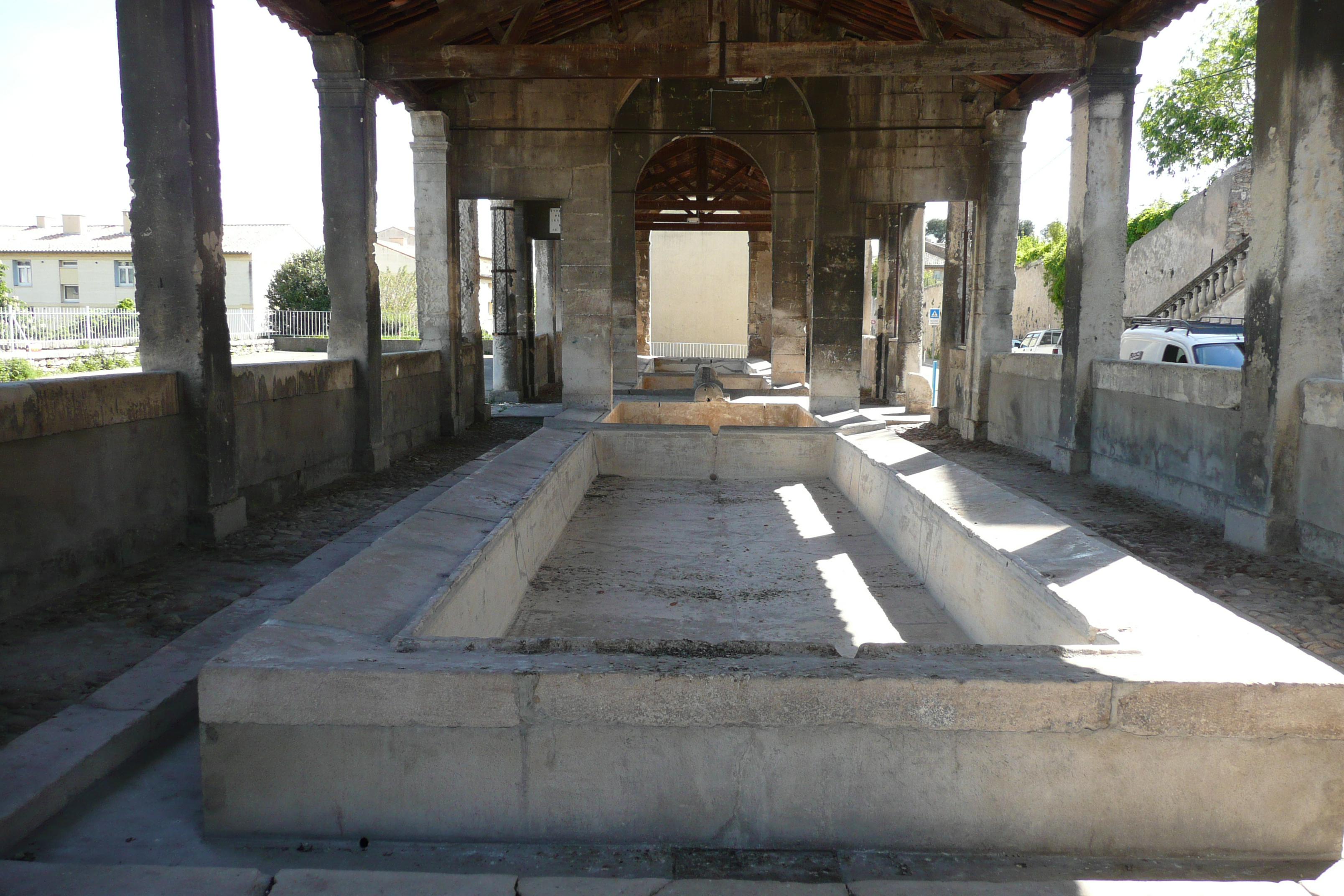
Le très grand lavoir de Pont-Saint-Esprit.
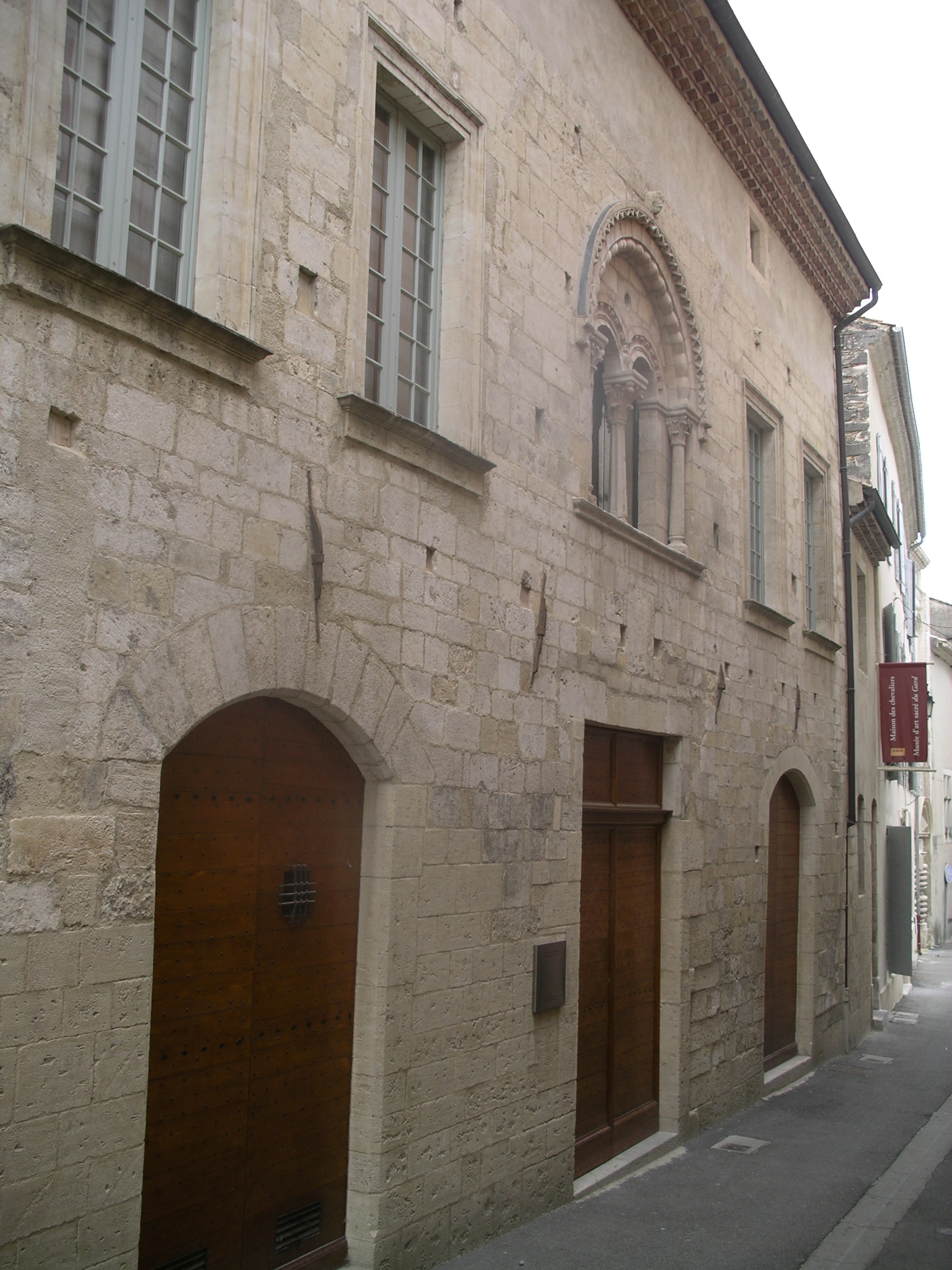
La Maison des chevaliers abrite le Musée d'Art sacré du Gard.
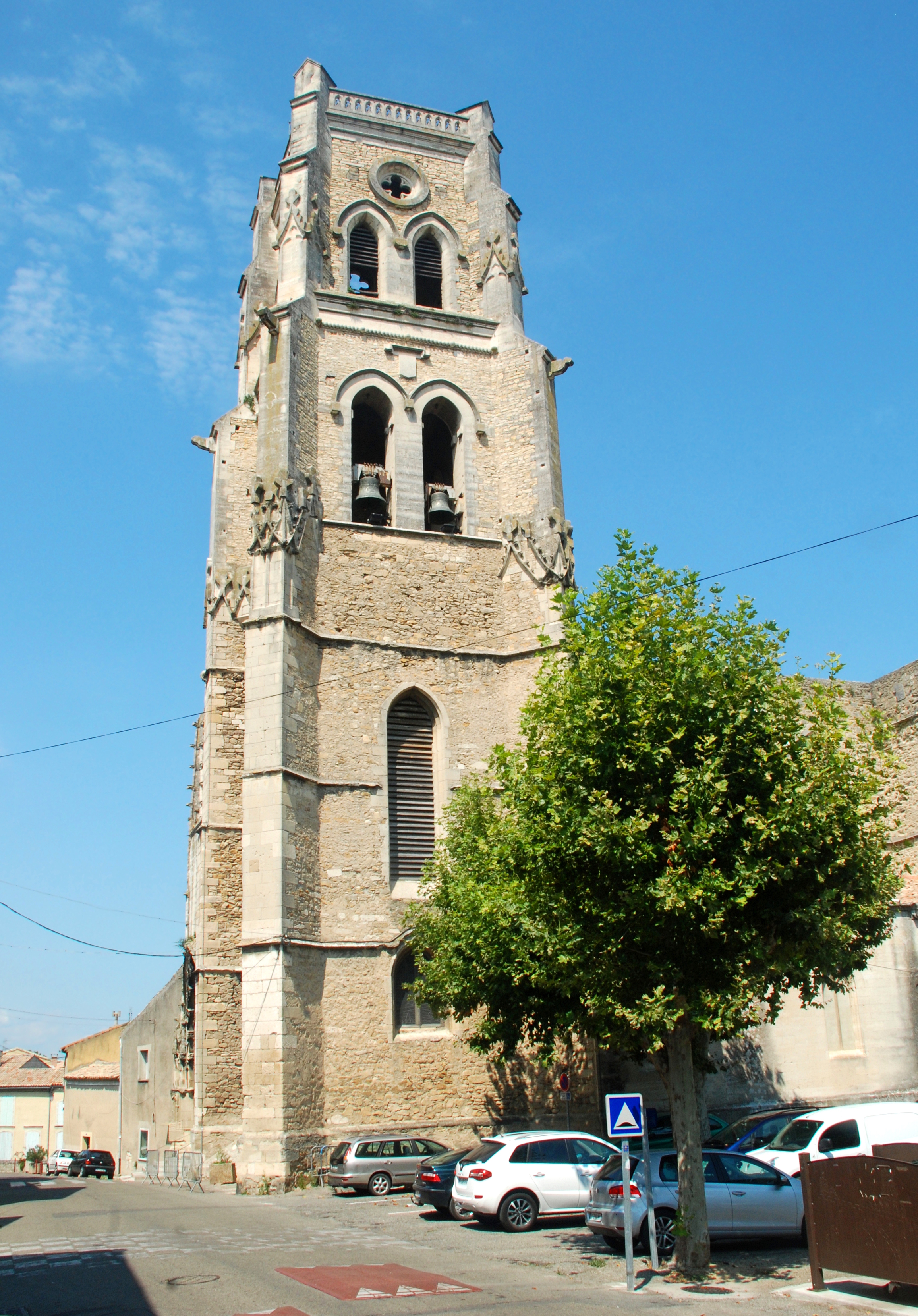
Clocher de l'église Saint-Saturnin.

### Personnalités liées à la commune
- Henri Dominique Marius de Palys (1722-1803) : général des armées de la République, mort à Pont-Saint-Esprit ;
- François Bravay (1817-1874) : aventurier et homme politique ;
- André Philip (1902-1970) : homme politique ;
- Jacqueline Kennedy (1929-1994) : épouse de John Fitzgerald Kennedy président des États-Unis d'Amérique, née Lee Bouvier et descendante de Michel Bouvier (1792-1874), un ébéniste de Pont-Saint-Esprit ;
- Jean-Louis Trintignant (1930-2022) : acteur, fils du maire Raoul Trintignant (1944-1947).
- La famille Bonnefoy-Sibour donna à la ville deux sénateurs-maires (Jacques et Georges) et à la France un haut-fonctionnaire (Adrien).

Natifs de la commune
- Charles d'Albert (1578-1621) : duc de Luynes, favori de Louis XIII, il influença le roi pour se débarrasser de Concini en 1617, nommé connétable en 1621, il devint le vrai dirigeant du royaume ;
- Raymond Restaurant (1627-1682) : médecin français ;
- Louis Restoineau de Fontbonne (1705-1759) : officier militaire français ;
- Jean-Arnaud de Castellane (1733-1792) : évêque de Mende et dernier comte de Gévaudan ;
- David Jonquier (1755-1811) : député ;
- Joseph Pépin (1765-1811), général des armées de la République et de l'Empire, tombé au champ d'honneur lors de la bataille d'Albuera ;
- Jean-Pierre Chazal (1766-1840) : homme politique ;
- Pierre Taillant (1816-1883) : commandant la place lors du siège de Phalsbourg ;
- Georges Ville (1824-1897) : pharmacien et agronome ;
- Camille Rouyer (1855-1843) : journaliste ;
- Fernand Crémieux (1857-1928) : député et sénateur ;
- Henry Bagnol (1862-1905), homme politique, député de la Seine de 1902 à 1905.
- André Philip (1902-1970) : homme politique ;
- Jean Bruhat (1905-1983) : historien ;
- Joseph Di Mambro (1924-1994) : fondateur de l'Ordre du temple solaire ;
- Jean-Michel Gaillard (1946-2005) : haut fonctionnaire, notamment directeur général d'Antenne 2 (maintenant France 2), de 1989 à 1991.

### Héraldique
| Blason de Pont-Saint-Esprit | Blason  | D'azur au pont de cinq arches d'or sur des ondes d'argent mouvant de la pointe, sommé d'une croisette haussée au milieu du pont et de deux petits bâtiments, celui de dextre avec une girouette, le tout d'or, la croisette accostée de deux fleurs de lys du même et surmontée d'une colombe aussi d'argent en pal volant vers la pointe. |
| Blason de Pont-Saint-Esprit | Détails | Le statut officiel du blason reste à déterminer. |

## Pour approfondir